# Liste geflügelter Worte/N

## Nach Adam Riese

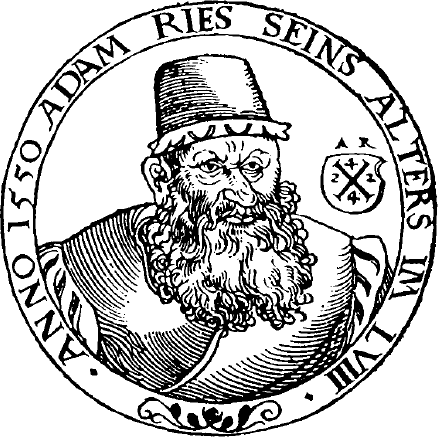
Adam Ries

Die Redewendung „Nach Adam Riese“ (auch: „Das macht nach Adam Riese …“) wird gebraucht, um auszudrücken, dass etwas „richtig gerechnet“ sei. Sie geht auf den bekannten Rechenmeister Adam Ries zurück, der 1528 in Annaberg als Buchführer in den Bergwerksdienst eintrat. Sein erstes Rechenbuch erschien unter dem Titel Rechnung auff der linihen, gemacht durch Adam Risen von Staffelsteyn anno 1518.
Es folgten noch drei weitere Lehrbücher, die, im Gegensatz zu den bis ins 16. Jahrhundert üblicherweise in Latein abgefassten Rechenbüchern, in deutscher Sprache abgefasst sind. Durch dieses Verdienst erreichte Adam Ries einen großen Leserkreis und gilt seither allgemein als der „Vater des modernen Rechnens“. Er trug entscheidend dazu bei, dass die damals noch gebräuchliche römische Zahlschrift als in der Praxis unhandlich erkannt und durch die indische Zahlschrift ersetzt wurde.
Riese war eine schon zu Lebzeiten des Mathematikers vorkommende Variante des Namens Ries und blieb in der Redewendung bis heute erhalten. Die Ursprünge der Verwendung des Namens in Bezug auf korrekte Rechenergebnisse sind ungewiss. Bereits 1829 erschien folgende Deutung:

„Seine [Adam Ries’] Exempel sind künstlich und sinnreich, und man hielt zu jener Zeit denjenigen für den vollkommensten Rechner, welcher alles das, was in Adam Riese’ns Buche stand, aufzulösen vermochte; und weil mathematische Wahrheiten unumstößliche Gewißheit darbieten, so wurde es, wenn die Wahrheit von diesem oder jenem vergewissert werden sollte, sprichwörtlich, daß man sagte: „Richtig, nach Adam Riese’ns Rechenbuche,“ oder es trifft ein nach Adam Riesen.“

 Vor diesem Hintergrund entstand die Redensart „nach Adam Riesens Rechenbuch“, die heute in der verkürzten Form gebraucht wird. Beim ergänzten -e handelt es sich also um ein Relikt eines Genitiv -ens bzw. um ein Dativ -e.
Die Redewendung wird gelegentlich auch zu „nach Adam Riese und Eva Zwerg“ oder „nach Adam Riesling“ verballhornt.

## Nach allen Regeln der Kunst
Die Redewendung geht wahrscheinlich auf den Meistergesang zurück, in dessen so genannter Tabulatur die Regeln und Konventionen der Kunst des Meistergesangs niedergelegt waren.
Möglicherweise ist der Ursprung der Wendung aber auch in einer Äußerung des Preußenkönigs Friedrich II. zu sehen. Er soll 1757 während des Siebenjährigen Krieges am Vorabend der Schlacht bei Leuthen gesagt haben, er werde „gegen alle Regeln der Kunst“ den viel stärkeren Feind angreifen.

## Nach Canossa gehen wir nicht.

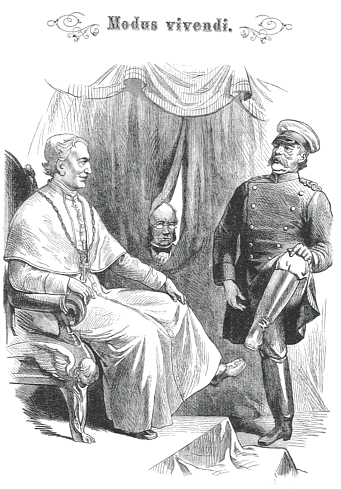
Karikatur zur Beendigung des Kulturkampfes. Papst Leo XIII. und Bismarck fordern sich gegenseitig zum Fußkuss auf.

Auf dem Höhepunkt des Kulturkampfes sagte der deutsche Reichskanzler Otto von Bismarck am 14. Mai 1872 im Deutschen Reichstag anlässlich der Ablehnung des Kardinals Gustav Adolf zu Hohenlohe-Schillingsfürst als deutschen Gesandten durch Papst Pius IX. diese Worte. Bismarck spielte damit auf den Bußgang Kaiser Heinrichs IV. im Jahr 1077 zu Papst Gregor VII. nach Canossa an, mit dem der Kaiser die Aufhebung des Kirchenbanns erreichen wollte.
Ab 1872 wurden im Rahmen des sogenannten Kulturkampfes verschiedene Sondergesetze gegen die Katholiken beschlossen, die wiederholt verschärft wurden. Im Zuge dieser Auseinandersetzung wurden Rechte und Machtstellung der Kirche durch Reichs- und preußische Landesgesetze beschnitten (Kanzelparagraph, Jesuitengesetz, Brotkorbgesetz), aber auch die Zivilehe eingeführt. In diesem Zusammenhang fiel in einer Reichstagsrede Bismarcks der bekannte Satz:

„Seien Sie außer Sorge, nach Canossa gehen wir nicht – weder körperlich noch geistig.“

## Nach dem Spiel ist vor dem Spiel.
Während seiner Zeit als Trainer machte der deutsche Fußballtrainer Sepp Herberger durch Sprüche auf sich aufmerksam, die schnell in aller Munde waren. Diese Aussagen erlangten neben ihrem direkten Bezug zum Fußball teilweise auch den Kult-Status von allgemeinen Lebensweisheiten.
Auf der Website des DOSB heißt es zu diesem Satz:

„Wenn die Mannschaft vom Platz geht, ist die Arbeit für den Trainer nicht zu Ende. Jetzt heißt es: Bilanz ziehen und mit den gewonnenen Erkenntnissen den Trainingsplan optimieren. Denn das nächste Spiel kommt bestimmt, und dann soll schließlich alles noch viel besser laufen.“

Auch der deutsche Bundespräsident Horst Köhler griff am 20. November 2008 in seiner Rede zur Verleihung des Silbernen Lorbeerblattes an die Medaillengewinner der Olympischen und Paralympischen Sommerspiele in Peking 2008 diesen Satz auf:

„Nach dem Spiel ist vor dem Spiel. Nach Peking kommt London. Ich weiß, dass viele von Ihnen jetzt schon auf 2012 schauen – und auch ich freue mich schon auf die nächsten Olympischen und Paralympischen Sommerspiele. Sportliche Spitzenleistungen haben einen langen Vorlauf, und der beginnt für London spätestens jetzt. Jetzt ist die Gelegenheit zu prüfen, wie man Stärken auf- und Schwächen abbauen kann. Das gilt für den einzelnen Athleten, für die Verbände wie auch für die Sportpolitik.“

## Nach jemandes Pfeife tanzen
Diese Redewendung bedeutet gezwungenermaßen alles tun, was jemand von einem verlangt und geht davon aus, dass sich die Tänzer nach der Musik richten. Hintergrund ist die Fabel vom Flöte blasenden Fischer des griechischen Fabeldichters Äsop. Darin gelingt es dem Flötenspieler mit seinem Spiel nicht, die Fische an Land zu locken. Schließlich fängt er sie mit einem Netz und sagt zu den zappelnden Fischen:

„Ein Fischer, der Flöte blasen konnte, nahm seine Flöte und seine Netze und ging zum Meer. Er stellte sich auf einen Felsvorsprung und spielte zunächst ein Lied. Denn er glaubte, dass die Fische von selbst aus dem Wasser springen würden, um den lieblichen Klang zu hören. Aber obwohl er sich sehr anstrengte, hatte er keinen Erfolg. Er warf seine Flöte weg, nahm das Netz, schleuderte es in das Wasser hinab und fing viele Fische. Dann warf er sie aus dem Netz heraus auf den Strand, und als er sie zappeln sah, sagte er: ‚Ach, ihr elendesten Geschöpfe, als ich Flöte blies, wolltet ihr nicht tanzen, jetzt aber, wo ich damit aufgehört habe, tut ihr es.‘“

Verwendung
- „Nach ihrer Pfeife tanzen alle Spielerinnen.“ (über die Fußball-Schiedsrichterin Nicole Schumacher)
- „Ihr müsst alle nach meiner Pfeife tanzen.“ (Totentänze vom 15. bis zum 20. Jahrhundert)
- „Alles tanzt nach meiner Pfeife“ (Film mit Louis de Funès)

## Nachbarin! Euer Fläschchen!
In Faust I kann Gretchen im Dom gerade noch diese Bitte um das Riechfläschchen ihrer Banknachbarin stammeln, bevor sie in Ohnmacht fällt.
Ihre Mutter ist an dem ihr beigebrachten Schlafmittel verstorben, ihr Bruder im Zweikampf mit Faust den Zauberkräften Mephistos zum Opfer gefallen, und sie nimmt jetzt am Trauergottesdienst teil. Außerdem erwartet sie von Faust ein Kind. Das alles ist zu viel für Gretchen.
Wer heute diese Worte zitiert, will scherzhaft zum Ausdruck bringen, dass ihn etwas fast aus der Fassung bringt. Auch Abwandlungen des Zitats sind üblich, wobei die verschiedensten Gegenstände erbeten oder angeboten werden können:
Beispiel: Nachbarin, Euer Täschchen. (Die unsterblichen Methoden des Franz Josef Wanninger, 10. Staffel, 108).

## Nach’m Krieg, um sechs Uhr!

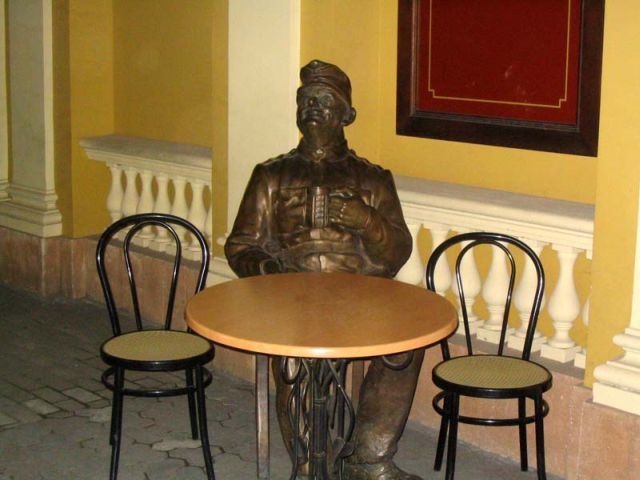
Schwejk wartet bereits.

Diese Art der Verabredung geht zurück auf eine berühmte Abschiedszene in dem satirischen Roman Der brave Soldat Schwejk von Jaroslav Hašek. Während des Ersten Weltkriegs verabschiedet Schwejk sich an der Front von seinem Freund Woditschka und macht das nächste Zusammentreffen zu einem gemeinsamen Bier mit ihm aus:

„Nach dem Krieg kommst du mich also besuchen. Du findest mich jeden Abend ab sechs Uhr im ,Kelch‘ in der Schlachtfeldstraße!“

Schwejk macht sich Sorgen, dass der Krieg pünktlich losgeht, damit er auch pünktlich zu Ende ist. Am Ende kehrt Schwejk zurück nach Prag, wo er pünktlich zu seinem Treffen mit seinem Zechkumpanen Woditschka eintrifft.
Auf der Homepage des Westdeutschen Rundfunks heißt es:

„Die Verabredung zum Saufgelage ist eine der berühmtesten Passagen aus Jaroslav Hašeks unvollendet gebliebenem Antikriegsroman Die Abenteuer des braven Soldaten Schwejk, in dem der Titelheld ‚als behördlich anerkannter Idiot‘ die Mechanismen des Krieges und die Verlogenheit der österreichisch-ungarischen Donaumonarchie entlarvt – durch seine Naivität und seinen Befehlsgehorsam, aber auch mit einer gehörigen Portion Dreistigkeit.“

V šesť časov věčera posle vojny (В 6 часов вечера после войны, deutsch: Um sechs Uhr abends nach dem Krieg) ist ein Musikfilm von sowjetischen Filmregisseur Iwan Alexandrowitsch Pyrjew (1901–1968) aus dem Jahr 1944.

## Nachtigall, ick hör’ dir trapsen.

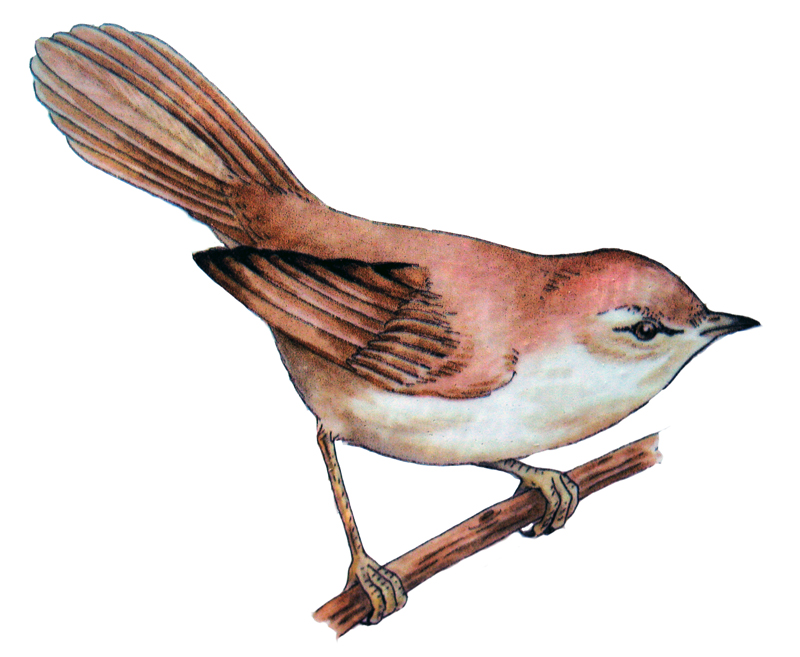
Nachtigall

Diese saloppe Berliner Redensart geht wohl auf ein Lied aus der Sammlung Des Knaben Wunderhorn zurück und bekam ihre jetzige Form durch eine Zusammenziehung der Anfangszeilen der ersten und der zweiten Strophe:

„Nachtigall, ich hör’ dich singen,
 Das Herz möcht’ mir im Leib zerspringen,
 Komme doch und sag’ mir bald,
 Wie ich mich verhalten soll.

 Nachtigall, ich seh’ dich laufen,
 An dem Bächlein thust du saufen,
 Du tunkst dein klein Schnäblein ein,
 Meinst, es wär der beste Wein.“

Trapsen ist ein umgangssprachliches Wort für geräuschvoll gehen. Mit dieser Redensart gibt man zu erkennen, dass man bestimmte Absichten durchschaut hat.

## Nacht-und-Nebel-Aktion
Die Wendung „bei Nacht und Nebel“ ist eine alte rechtssprachliche Formel zur Bezeichnung des Zeitraums, in dem Dunkelheit herrscht und in dem deshalb unerlaubte Handlungen im Schutz der Dunkelheit geschehen können. Das Deutsche Rechtswörterbuch führt Belege für die Formel aus dem 14. bis 17. Jahrhundert an.
Der Begriff Nacht-und-Nebel-Aktion bezieht sich unter anderem auf einen Erlass des Oberkommandos der Wehrmacht vom 12. Dezember 1941 (siehe Nacht-und-Nebel-Aktion bei Wiktionary). Danach wurden auf Hitlers Weisung vom 7. Dezember, die im Nürnberger Prozess gegen die Hauptkriegsverbrecher als „Nacht-und-Nebel-Erlass“ bezeichnet wurde, Widerstandskämpfer in besetzten Gebieten „ins Reich überführt“ und ohne jede Mitteilung hingerichtet oder in Konzentrationslager eingewiesen.
Dadurch erhielt der Ausdruck im dienstlichen Schriftgebrauch nach 1945 einen zusätzlichen Sinn, und zwar als „geheim“ eingestufte Handlung bzw. Vorschrift. In der Umsetzung dieser Richtlinie tauchte der Begriff nur selten und abgekürzt als „NN-Sache“, „NN-Gefangener“ und „NN-Häftling“ auf. Diese Abkürzung kann auch als „nullum nomen“ (lateinisch: ohne Namen) gedeutet werden. Nacht und Nebel (französischer Originaltitel: Nuit et brouillard) ist ein Dokumentarfilm über diese Begebenheiten.
Der Ausdruck war davor weit verbreitet genug, um auch in mehrsprachigen Wörterbüchern berücksichtigt zu werden.
Gemäß Duden bedeutet der Begriff heute auch „eine überraschend und in aller Heimlichkeit (bei Nacht) durchgeführte (Polizei-)aktion beziehungsweise Maßnahme (mit der meist bestimmte Vorschriften, Gesetze oder Ähnliches umgangen werden).“

## Näher, mein Gott, zu dir

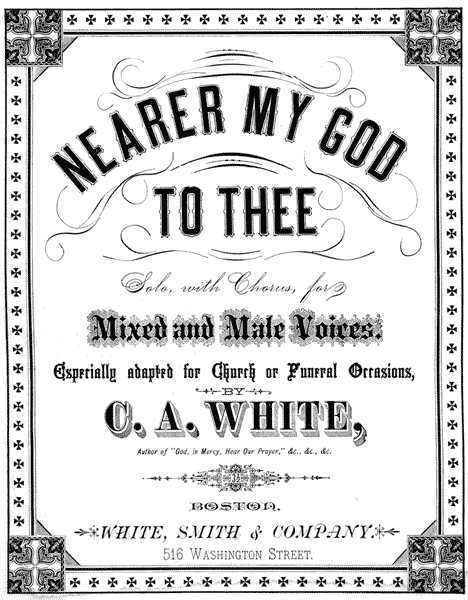
Nearer, My God, to Thee

Näher, mein Gott, zu dir ist die deutsche Version – von Ehrhardt Friedrich Wunderlich – des Chorals Nearer, My God, to Thee, den die englische Dichterin Sarah Flower Adams schrieb und der erstmals 1841 in einer Sammlung religiöser Gedichte erschien. Die Melodie schrieb der US-amerikanische Komponist und Musikpädagoge Lowell Mason.

“Nearer, my God, to Thee, nearer to Thee!
 E’en though it be a cross that raiseth me,
 Still all my song shall be,
 nearer, my God, to Thee.
 Nearer, my God, to Thee,
 Nearer to Thee!”

„Näher mein Gott zu Dir,
 Näher zu Dir!
 Drückt mich auch Kummer hier,
 Drohet man mir,
 Soll doch trotz Kreuz und Pein,
 Dies meine Losung sein:
 Näher mein Gott zu Dir,
 Näher zu Dir!“

Das Lied wurde zu Ehren der ermordeten US-Präsidenten James A. Garfield 1881 und William McKinley, dessen letzte Worte der Liedanfang gewesen sein sollen, sowie bei der Beerdigung des Präsidenten Gerald Ford intoniert.
Als Lieblingsstück ihres Dirigenten Wallace Hartley soll es auch von der Kapelle der Titanic bis zum Untergang des Schiffes gespielt worden sein.

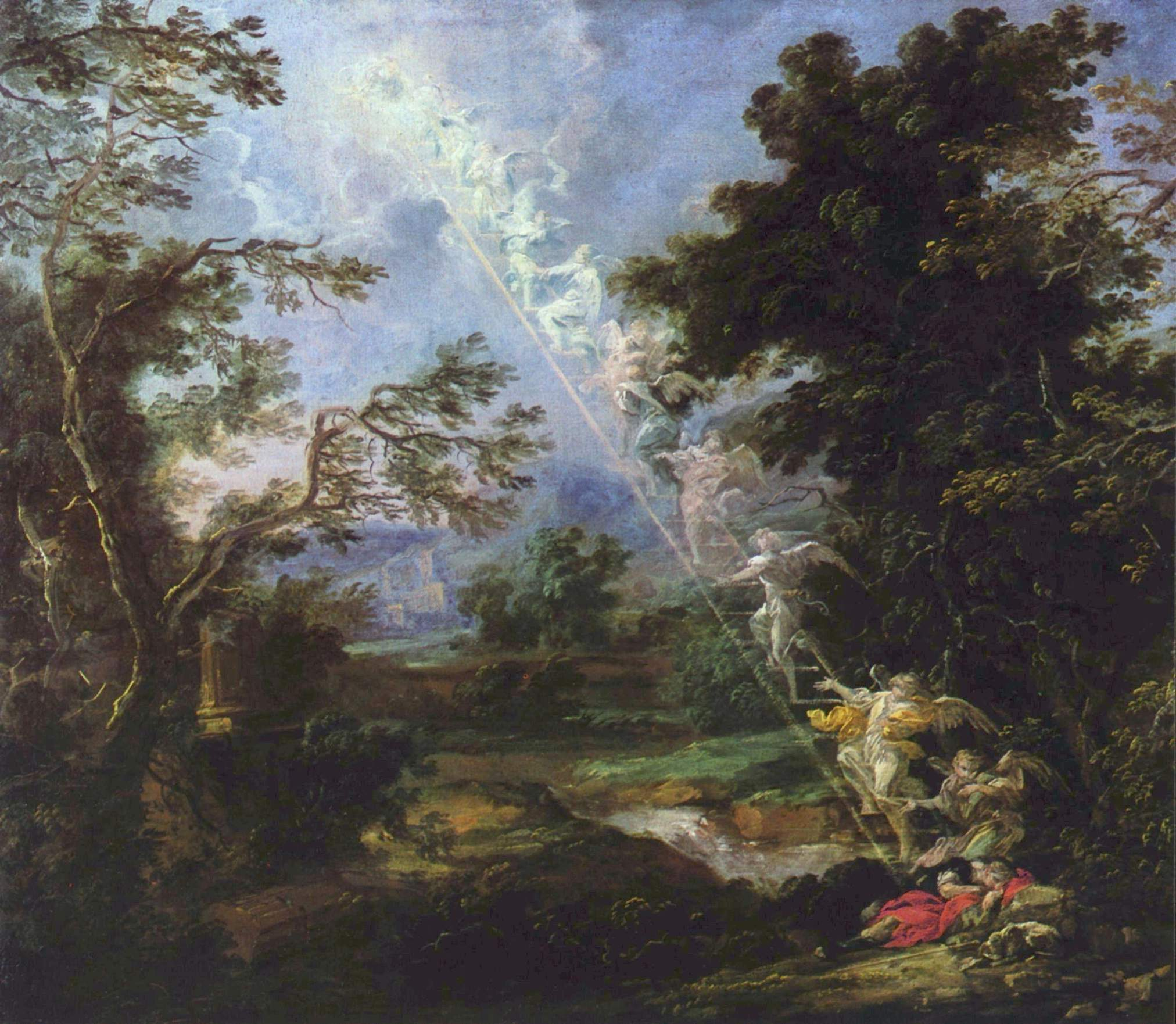
Michael Willmann: Die Engelsleiter

Der Text basiert lose auf der Geschichte von der Himmelsleiter in Jakobs Traum im 1. Buch Mose, so wie es in der zweiten Strophe anklingt:

„Bricht mir, wie Jakob dort,
 Nacht auch herein,
 Find ich zum Ruheort
 Nur einen Stein,
 Ist selbst im Traume hier
 Mein Sehnen für und für:
 Näher mein Gott zu Dir,
 Näher zu Dir!“

Die Geschichte mit der Himmelsleiter beginnt folgendermaßen:

„10Aber Jakob zog aus von Beer-Seba und reiste gen Haran 11und kam an einen Ort, da blieb er über Nacht; denn die Sonne war untergegangen. Und er nahm einen Stein des Orts und legte ihn zu seinen Häupten und legte sich an dem Ort schlafen. 12Und ihm träumte; und siehe, eine Leiter stand auf der Erde, die rührte mit der Spitze an den Himmel, und siehe, die Engel Gottes stiegen daran auf und nieder; 13und der HERR stand obendarauf und sprach: Ich bin der HERR, Abrahams, deines Vaters, Gott und Isaaks Gott; das Land darauf du liegst, will ich dir und deinem Samen geben.“

## Narr in Christo
„Narr in Christo“ kann man einen weltfremden, christlichen Idealisten in Anspielung auf den Titel des Romans Der Narr in Christo Emanuel Quint von Gerhart Hauptmann nennen.
Der Romantitel knüpft an eine Stelle im 1. Brief des Paulus an die Korinther an. Dort vergleicht sich Paulus von Tarsus und den Apostel Apollos mit den überheblichen Korinthern:

„Wir sind Narren um Christi willen, ihr aber seid klug in Christo; wir schwach, ihr aber stark; ihr herrlich, wir aber verachtet.“

## Neckermann macht’s möglich.
Dieser Werbeslogan des Versandhauses Neckermann wurde im Jahr 1960 geprägt. Er wurde bald zu einem Synonym für das deutsche Wirtschaftswunder, das heute in vielfachen Abwandlungen gebraucht wird, wobei für Neckermann oft ein anderer Namen eingesetzt wird.
Gegen den Firmenslogan „Besser dran mit Neckermann“ erwirkte die Konkurrenz mehrere einstweilige Verfügungen aufgrund vergleichender Werbung. Anfang des Jahres 1960 mussten deswegen 900.000 Kataloge wieder eingestampft werden, und der Spruch wurde per Gerichtsbeschluss verboten.
Einem Teilnehmer einer Arbeitssitzung, in der über eine griffige Formulierung nachgedacht wurde, knurrte der Magen, und auf die mürrische Frage, ob es denn bei Neckermann nicht möglich sei, etwas zu essen zu bekommen, sprang ein junger Mitarbeiter auf, kehrte kurze Zeit später mit heißen Würstchen zurück und servierte diese mit den Worten:

„Hier! Neckermann macht’s möglich!“

## Nehmen Sie einem Durchschnittsmenschen die Lebenslüge, und Sie nehmen ihm zu gleicher Zeit das Glück.
Dieses Zitat stammt aus Henrik Ibsens Schauspiel Die Wildente.
Damit wurde der Begriff Lebenslüge in die Literatur eingeführt. Ibsen prangert damit Doppelmoral und krampfhaftes Festhalten am schönen Schein an, was er als typisch für das Bürgertum seiner Zeit sah.
In einer Besprechung des Schauspielhauses Basel zu diesem Stück heißt es:

„Diese Warnung ignoriert Gregers Werle, Sohn des Grossunternehmers Werle, der es sich, vom ‚Rechenschaftsfieber‘ angeheizt, zur Aufgabe macht, seinen Freund Hjalmar Ekdal auf die Wahrheit seines durchschnittlichen Lebens zu stossen und seine Lebenslügen aufzudecken.“

Ein Porträt Ibsens von Stefana Sabin steht unter der Überschrift Von der Lebenslüge zehren. Sabin schreibt darin:

„Wie in den großen Romanen des 19. Jahrhunderts geht es in Ibsens Stücken um Provinzalltag, um feige Anpassung, um soziale Stellung und Geld, um Moral und Verzicht und um unterdrückte Wut – es geht um eine vornehm verhüllte Lebenslüge, die erst am Ende der Stücke in der Aussprache der Figuren enthüllt wird.“

## Nessun dorma.
Nessun dorma (italienisch für: „Keiner schlafe“) ist eine Arie aus Giacomo Puccinis Oper Turandot von 1926. Darin löst der fremde Prinz Kalaf das Rätsel der Prinzessin Turandot und gewinnt sie damit als Gemahlin. Kalaf stellt Turandot jedoch in Aussicht, sie von ihrem Heiratsversprechen zu entbinden, wenn sie bis Sonnenaufgang seinen Namen herausfinden sollte. Daraufhin befiehlt Turandot, dass niemand in Peking schlafen dürfe, alle sollten nach dem Namen des unbekannten Prinzen fahnden. Boten verkünden:

“Questa notte nessun dorma in Pechino.”

„Diese Nacht soll niemand schlafen in Peking.“

Einem breiteren Publikum wurde Nessun dorma durch die Interpretation Luciano Pavarottis im Rahmen eines Benefizkonzertes der Drei Tenöre anlässlich der Fußball-Weltmeisterschaft 1990 bekannt.
Bei der Beerdigung Pavarottis in seiner Heimat Modena im September 2007 wurde dieses Lied vor einer großen Menschenmenge abgespielt.

## Neue Besen kehren gut.
Dieses Sprichwort stammt aus dem 13. Jahrhundert und wurde zuerst in Freidanks Bescheidenheit gebraucht:

„Der niuwe beseme kert vil wol
 ê daz er stoubes werde vol.

 Der neue Besen kehrt sehr wohl,
 Eh’ dass er Staubes werde voll.“

Das Sprichwort wird oft verwendet, wenn irgendwo ein Führungswechsel fällig ist, der als das geeignete Mittel angesehen wird, eine Wende zum Positiven herbeizuführen. Die Süddeutsche Zeitung gibt allerdings in dieser Hinsicht zu bedenken:

„Nicht zu empfehlen ist dabei allerdings das Motto: Neue Besen kehren gut. ‚Mitarbeiter erwarten zwar eine Veränderung bei einem Führungswechsel‘, sagt Ernst Heilgenthal von der Personalberatung Gemini Executive Search in Köln. ‚Aber zugleich haben sie Angst davor, dass alles anders wird.‘“

Da ein neuer Chef immer an seinem Vorgänger gemessen wird, sei es ein Kardinalfehler, allzu kräftig mit dem neuen Besen zu wedeln, um zu beweisen, dass man gewiefter sei als der Vorgänger.
Im Handelsblatt heißt es unter der Überschrift Neue Besen kehren doch nicht immer gut:

„Hinter der deutschen Hire-and Fire-Politik steckt wohl die Vorstellung, dass neue Besen besser kehren und ein neuer Chef dem Aktienkurs zum lang ersehnten Auftrieb verhelfen kann.“

Eine Ergänzung des Sprichwortes

„Neue Besen kehren gut, aber die alten kennen die Ecken besser“

wird oftmals genannt, wenn die Bedeutung der Erfahrung älterer Arbeitnehmer thematisiert wird.

## Neue Männer braucht das Land.
Neue Männer braucht das Land ist Titel und Refrain eines Lieds von Ina Deter aus dem Jahre 1982.
Er wird mit austauschbarem Objekt in unterschiedlichen Zusammenhängen wie in folgenden Schlagzeilen redensartlich verwendet:

„Neue Politiker braucht das Land.“

„Bachelor: Neue Abschlüsse braucht das Land.“

„Euro: Neue Scheine braucht das Land.“

## Neue Welt
König Ferdinand II. von Spanien verlieh Christoph Kolumbus 1493 den folgenden Wappenspruch:

«Por Castilla y por León
 Nuevo mundo halló Colón.»

„Für Kastilien und Leon fand Kolumbus eine neue Welt.“

Dies scheint der erste Beleg für den Begriff Neue Welt mit Bezug auf den Doppelkontinent Amerika zu sein.
Die 9. Sinfonie e-Moll op. 95 Antonín Dvořáks trägt den Namen Aus der Neuen Welt, da sie von Dvořáks dreijährigem Amerikaaufenthalt inspiriert wurde. Die Themen sind jedoch nicht echt indianisch, sondern inspiriert durch Dvořáks Besuch der „Buffalo Bill Cody’s Wild West Show“, in der der Kampf gegen die Indianer mit viel Tamtam nachgestellt wurde.

## Neusprech
Der Ausdruck Neusprech (englisch: Newspeak) stammt aus dem Roman 1984 von George Orwell und bezeichnet die vom herrschenden Regime vorgeschriebene, künstlich veränderte Sprache. Das Ziel dieser Sprachpolitik ist es, die Anzahl und das Bedeutungsspektrum der Wörter zu verringern, um die Kommunikation der Bevölkerung in kontrollierte Bahnen zu lenken. Damit sollen so genannte Gedankenverbrechen unmöglich werden. Dadurch soll die Bevölkerung so manipuliert werden, dass sie nicht einmal an Aufstand denken kann, weil ihr die Worte dazu fehlen.
Gefühlsbetonte Wörter sollen durch Zusammensetzungen wie gut–plusgut–doppelplusgut abgelöst werden, schlecht wird ersetzt durch ungut.

## Nicht der Mörder, der Ermordete ist schuldig.
Dies ist der Titel einer Novelle von Franz Werfel aus dem Jahr 1920. Anlass war ein Mordfall in Wien, bei dem der Sohn eines Schaubudenbesitzers seinen Vater ermordet hatte. Werfel stellte die Behauptung auf, dass der Vater Schuld trägt an dem, was ihm der Sohn zufügt.
Der Titel geht auf ein albanisches Sprichwort zurück, das Werfel durch seine spätere Ehefrau Alma Schindler kennenlernte.

## Nicht für die Schule, sondern für das Leben lernen wir.
Dieser Spruch lateinischen Ursprungs („Non scholae, sed vitae discimus.“) wird verwendet, um auszudrücken, dass das, was man in der Schule lernt, wichtig fürs Leben sei. Allerdings lautete der Spruch in einem Brief Senecas umgekehrt:

“Non vitae, sed scholae discimus.”

„Nicht für das Leben, für die Schule lernen wir.“

Damit kritisierte Seneca die Philosophenschulen seiner Zeit, die seiner Meinung nach nur „Schulweisheit“ statt „Lebensweisheit“ lehrten.

## Nicht für einen Wald voll Affen!
Die Redewendung „Nicht für einen Wald voll Affen!“, mit der man ein Ansinnen weit von sich weist, stammt aus William Shakespeares Drama Der Kaufmann von Venedig, wo Shylock mit diesen Worten den Verlust eines für ihn wertvollen Ringes beklagt, den seine Tochter für einen Affen eingetauscht hatte:
„I would not have given it for a wilderness of monkeys.“
(„Ich hätte ihn nicht für einen Wald von Affen hergegeben.“)

## Nicht immer, aber immer öfter.
Mit diesem Slogan wirbt die Binding-Brauerei für ihr alkoholfreies Bier der Marke Clausthaler.
Der Werbefilm zeigt einen Mann, der ein Clausthaler trinkt und seinen Hund, der neben ihm steht. Der Mann ist davon überzeugt, dass, seitdem er Clausthaler trinkt, der Hund auf ihn immer besser hört. Doch dann gehorcht ihm der Hund nicht und der Mann sagt:

„Nicht immer, aber immer öfter.“

Dieser Slogan wird im Alltag scherzhaft verwendet, um auf eine allmähliche Entwicklung hinzuweisen.

## Nicht mitzuhassen, mitzulieben bin ich da.

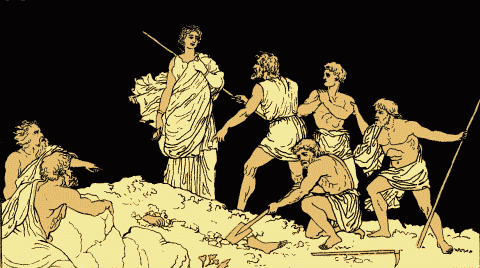
Antigone lässt Polyneikes bestatten.

Dieser Satz stammt aus dem Drama „Antigone“ des griechischen Tragikers Sophokles, wo es auf Griechisch Οὔτοι συνέχθειν, ἀλλὰ συμφιλεῖν ἔφυν. (Outoi synechthein, alla symphilein ephyn.) heißt. Mit diesen Worten begründet Antigone vor König Kreon ihre Widersetzlichkeit gegen sein Verbot der Bestattung ihres als Staatsfeind verfemten Bruders Polyneikes.
- „Nicht mitzuhassen, mitzulieben bin ich da: mein Weg durch die Hölle des Dritten Reiches“ ist ein Buch von Heinrich Liebrecht.
- „Nicht mitzuhassen, mitzulieben bin ich da.“ ist auch das Motto von Wilhelm Raabes Roman Der Hungerpastor.

## Nicht nur sauber, sondern rein.

Logo von Ariel

Mit diesem Slogan warb die Werbefigur Klementine mit weißer Latzhose und Schirmmütze und rot-weiß kariertem Hemd im deutschen Fernsehen von 1968 bis 1984 für das Waschmittel Ariel. Klementine wurde dargestellt von der Schauspielerin Johanna König, deren Nachruf Der Tagesspiegel mit folgendem Satz überschrieb:

„Die Werbe-Ikone Johanna König ist gestorben. Ihr Spruch ‚Nicht nur sauber, sondern rein‘ lebt.“

Klementine wurde zur Werbeikone. Ihre Latzhose und Mütze waren im Bonner Haus der Geschichte zu sehen und stehen heute im Deutschen Werbemuseum. Der Slogan wurde auch zum Titel eines Buchs:
- Klementine: „Das große Waschbuch. So wird Ihre Wäsche nicht nur sauber, sondern rein!“

Der Slogan lebt zum Beispiel in folgenden Varianten fort:
- „Toyota Urban Cruiser: Nicht nur sauber, sondern klein.“
- „Nicht nur sauber, sondern … öko!“

Das Gegenstück zu Klementines Spruch war die Persil-Werbung: „Da weiß man, was man hat.“ (Guten Abend!)

## Nicht nur zur Sommerzeit
In dem bekannten Weihnachtslied O Tannenbaum von Ernst Anschütz heißt es in der ersten Strophe:

„Du grünst nicht nur zur Sommerzeit,
 Nein, auch im Winter, wenn es schneit.“

Anschütz hat die erste Strophe wohl von August Zarnacks Tannenbaumlied übernommen, in dem es allerdings um eine untreue Geliebte geht:

„O Tannenbaum, o Tannenbaum,
 wie treu sind deine Blätter!
 Du grünst nicht nur zur Sommerzeit,
 nein, auch im Winter, wenn es schneit.
 O Tannenbaum,o Tannenbaum,
 wie treu sind deine Blätter!“

Heinrich Böll hat das Zitat dem Titel seiner Erzählung Nicht nur zur Weihnachtszeit zugrunde gelegt, bei der das ganze Jahr über Weihnachten gefeiert wird.

## Nicht von dieser Welt sein
Diese Redewendung stammt aus dem Johannesevangelium. Dort sagt Jesus zu den Schriftgelehrten und Pharisäern, diese Worte, mit denen er sich von seinen Gesprächspartnern abhebt:

„Und er sprach zu ihnen: Ihr seid von untenher, ich bin von obenher; ihr seid von dieser Welt, ich bin nicht von dieser Welt.“

Später, nach seiner Gefangennahme sagt Jesus im Verhör vor Pontius Pilatus:

„Jesus antwortete: Mein Reich ist nicht von dieser Welt. Wäre mein Reich von dieser Welt, meine Diener würden kämpfen, daß ich den Juden nicht überantwortet würde; aber nun ist mein Reich nicht von dannen.“

## Nichts im Übermaß!
„Nichts im Übermaß!“ Μηδὲν ἄγαν. – (Mēden agān.) ist neben „du bist“ Εἶ. und „Erkenne dich selbst!“ Γνῶθι σεαυτόν. (Gnōthi seauton.) eine der drei apollonischen Weisheiten von Delphi.
Die lateinische Fassung „Ne quid nimis“ stammt vom römischen Komödiendichter Publius Terentius Afer.
Einen ähnlichen Gedanken führt der Schriftsteller Eduard Mörike humorvoll in seinem Gedicht mit dem Titel Alles mit Maß aus, bei dem es um Schweinshaxen geht:

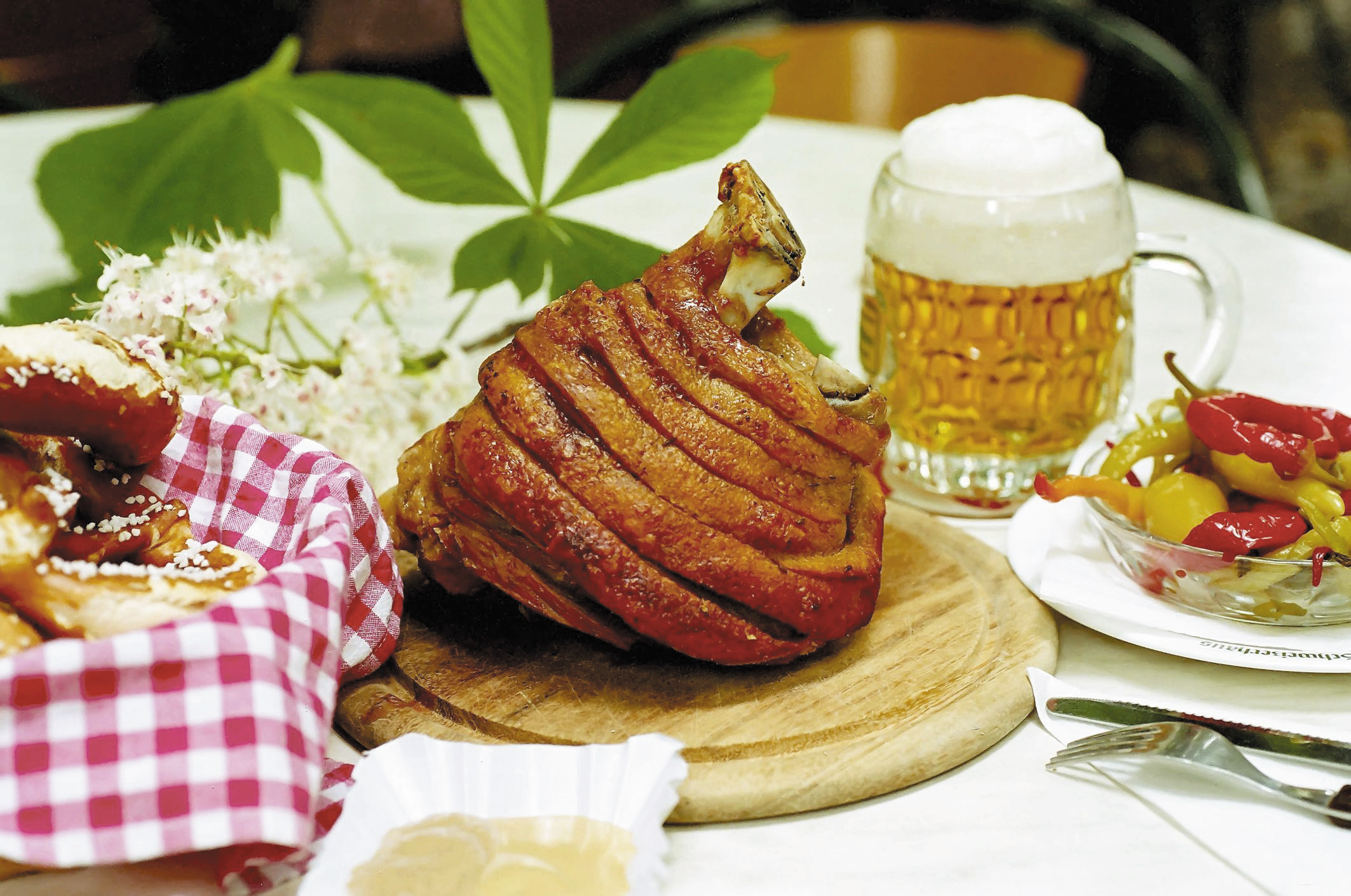
Schweinshaxe

„Mancherlei sind es der Gaben, die gütige Götter den Menschen
 Zum Genusse verliehn, sowie für die tägliche Notdurft.
 Aber vor jeglichem Ding begehr ich gebratenen Schweinsfuß.
 Meine Frau Wirtin, die merkt’s, nun hab ich alle Tag Schweinsfüß.
 Öfters im Geist ahnt mir: jetzt ist kein einziger Schweinsfuß
 Mehr in der Stadt zu erspähn: was hab ich am Abende? Schweinsfüß!
 Spräche der König nun gleich zum Hofkoch: Schaffe mir Schweinsfüß!
 Gnade der Himmel dem Mann, denn nirgend mehr wandelt ein Schweinsfuß.
 Und ich sagte zur Wirtin zuletzt: ‚Nun laßt mir die Schweinsfüß!
 Denn er schmeckt mir nicht mehr wie sonst, der bräunliche Schweinsfuß.‘
 Aber sie denkt, aus Zartgefühl nur verbät ich die Schweinsfüß,
 Lächelnd bringet sie mir auch heute gebratenen Schweinsfuß -
 Ei so hole der Teufel auf ewig die höllischen Schweinsfüß!“

## Nichts ist mächtiger als eine Idee, deren Zeit gekommen ist.
Dies ist ein Zitat, das fälschlich dem französischen Dichter Victor Hugo zugeschrieben wurde:

„Rien n’est plus fort qu’une idée dont le temps est venu.“

Von dieser Feststellung gibt es auch noch andere Versionen:

« Il y a une chose plus forte que toutes les armées du monde, c’est une idée dont le temps est venu. »

„Keine Armee der Welt kann sich der Macht einer Idee widersetzen, deren Zeit gekommen ist.“

oder

„Keine Armee kann eine Idee aufhalten, deren Zeit gekommen ist.“

## Nichts ist unmöglich.
„Nichts ist unmöglich“ ist ein Werbeslogan für Toyota. Der Slogan wurde in einem Fernseh-Werbespot mit sprechenden Tieren gezeigt und unter anderem dadurch zu einem der beliebtesten Werbesprüche. Er wurde erstmals 1985 eingesetzt. Die Werbefilme steigerten innerhalb von 14 Tagen den Bekanntheitsgrad der Marke Toyota um 176 Prozent. Die Spots waren so beliebt, dass bei der zuständigen Werbeagentur telefonische Anfragen zu den Sendeterminen eingingen.

„Der Spruch hat sich so tief in unser Bewusstsein eingegraben, dass es Bill Clinton, als er auf Deutschland-Besuch in Berlin war und den Satz »Nichts ist unmöglich« fallenließ, aus dem Publikum entgegenschallte: ‚Tooyooota‘.“

Überlegungen, den Slogan positiver zu formulieren „Alles ist möglich …“ wurden schnell verworfen. Es blieb bei dieser prägnanteren Formel, die typisch japanischen Unternehmergeist und Zukunftsoptimismus ausdrücken soll.

## Niemals geht man so ganz
„Niemals geht man so ganz“ ist der Titel eines Abschiedliedes von Jürgen Fritz, das 1987 von Trude Herr, Wolfgang Niedecken (BAP) und Tommy Engel (Bläck Fööss) gesungen wurde. Der Spruch wird bei Grabinschriften genutzt und das Lied auch bei Trauerfeiern gespielt.

## Nie sollst du mich befragen.

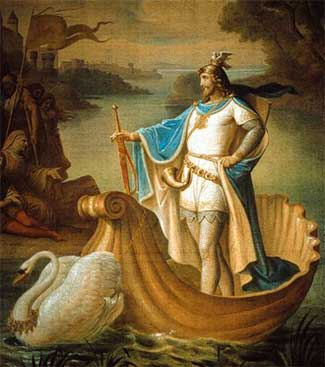
August von Heckels Gemälde auf Schloss Neuschwanstein, im Auftrag von Ludwig II., 1886

„Nie sollst du mich befragen“ spricht in Richard Wagners Oper Lohengrin der Titelheld zu Elsa von Brabant (1, 3) um ihr damit zu verbieten, jemals nach seinem Namen und seiner Herkunft zu fragen.
König Heinrich ordnet einen Gerichtskampf als Gottesurteil an. Auf die Frage, wer sie im Kampf vertreten soll, sagt Elsa, ihr werde der gottgesandte Streiter zur Seite stehen, den sie im Traum gesehen habe. Auf den königlichen Aufruf der Streiter erscheint zunächst kein Kämpfer für Elsa. Erst als sie selbst betet, erscheint ein Boot, das von einem Schwan gezogen. Darauf steht ein fremder Ritter in heller Rüstung. Dieser will nicht nur für Elsa streiten, sondern hält zugleich um ihre Hand an. Beides ist jedoch mit einer Bedingung verknüpft:

„Nie sollst du mich befragen,
 noch Wissens Sorge tragen,
 woher ich kam der Fahrt,
 noch wie mein Nam’ und Art.“

Heute bringt man mit diesem Zitat zum Ausdruck, dass man eine Frage nicht beantworten darf oder keine Auskunft geben will.

## Nie war er so wertvoll wie heute.

Klosterfrau Melissengeist

Mit diesem Slogan wird für den Heiltrank Klosterfrau Melissengeist geworben. Er suggeriert dem Verbraucher eine ständig steigende Qualität und zugleich Notwendigkeit.
Der Spruch wird im Alltag als scherzhafte Beurteilung einer Sache oder einer Person zitiert.
Die Firma Klosterfrau wurde 1826 von einer Krankenschwester aus dem Annunziaten-Orden, Maria Clementine Martin, in Köln unter dem Namen „Maria Clementine Martin Klosterfrau“ gegründet.
Der Slogan ist in den allgemeinen Sprachgebrauch übergegangen:
- „Christopher Street Day – Nie war er so wertvoll wie heute!“
- „Datenschutz – nie war er so wertvoll wie heute“
- „Energie, nie war sie so wertvoll wie heute! “

Verballhornt: „Wenn’s vorne juckt und hinten beißt, hilft Klosterfrau Melissengeist“

## Nie wieder Deutschland!
Nie wieder Deutschland war das politische Motto des Bündnisses Radikale Linke (RL) aus dem Jahr 1989, das sich aus dem Umfeld linker Strömungen in der Partei Die Grünen, Mitgliedern des Kommunistischen Bundes (KBW) und der Zeitschrift konkret und anderen linksgerichteten Gruppierungen vor dem Eindruck von als nationalistisch wahrgenommenen Entwicklungen im Zuge der Deutschen Wiedervereinigung bildete.
Die ersten Ursprünge des Slogans werden der Punkszene um die Hamburger Punk-Band Slime zugeschrieben, deren Stück Deutschland mit dem Refrain „Deutschland muss sterben, damit wir leben können“ auf die Inschrift des Kriegerdenkmals am Hamburger Dammtorbahnhof »Deutschland muss leben, und wenn wir sterben müssen« antwortete.

## Niedriger hängen!

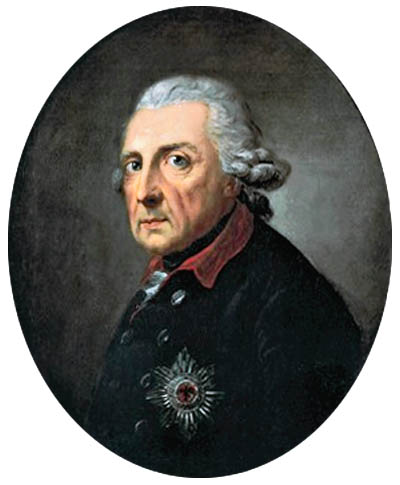
Porträt Friedrichs II.

Dieser Ausdruck kennzeichnet eine Verleumdung oder Schmähung als so offensichtlich unbegründet, dass jeder das ohne weiteres selbst erkennen könne, wenn sie ihm, durch Niedrigerhängen, (leichter) zugänglich geworden sei; es lohne sich also gar nicht, ihr entgegenzutreten. Zugrunde liegt eine Anekdote über den preußischen König Friedrich II., die man erstmals 1790 gleich in zwei Publikationen findet;
- bei August Friedrich Cranz in äußerster Knappheit:[28] „Friedrich der Große […] ließ ein an seinem Schlosse angeheftetes Pasquill niedriger stellen, damits mit mehr Bequemlichkeit gelesen werden konnte, und dadurch verlohr es seine Kraft“, und
- in einem anonym publizierten „Vorzimmer-Gespräch zwichen einem Fürsten und zween seiner Höflinge. Von einem Augen- und Ohren-Zeugen“ wie folgt:[29] „In Potsdam war ein arges Pasquill auf den König angeschlagen, der Officier von der Nacht-Patrouille nahm es wahr, nahm es ab und behändigte es des Morgens dem König. Der König, nachdem ers gelesen, fragte den Of[fi]cier: ob es schon Jemand gelesen habe? dieser antwortete: Niemand, denn es habe viel zu hoch gehangen; der König erwiederte: So soll ers wieder auf den nämlichen Plaz wieder anheften laßen, aber so niedrig, daß es Jedermann lesen könne. Ist das nicht wieder so ein Stückgen von Friedrich dem Großen?“

In seinen 1826 außer auf Französisch auch auf Deutsch erschienenen Memoiren brachte der französische Diplomat Louis-Philippe de Ségur folgende Version:
„Gleich den wenigen Fürsten, die ihre Geistesgröße auf eine bedeutende Höhe gestellt hat, war er gegen schriftliche und mündliche Schmähungen unempfindlich, und sah mit Verachtung auf die Pfeile der Bosheit herab, die ihn von der Tiefe, aus der sie abgesendet wurden, auf seiner Höhe nicht erreichen konnten.
 So hörte er eines Tages zu Potsdam von seinem Cabinette aus einen ziemlich starken Lärm in der Straße, sogleich rief er einen Offizier herbei, der sich nach der Ursache dieses Tumults erkundigen mußte. Der Offizier eilte dahin, und brachte die Nachricht zurück, man habe an die Mauer einen für seine Majestät höchst beleidigenden Zettel angeschlagen; dieser seye sehr hoch angebracht und das neugierige Volk dränge sich bis zum Ersticken, um denselben zu lesen; jedoch wird, fügte er hinzu, die Wache dasselbe bald zerstreut haben." Durchaus nicht, entgegnete der König, sondern ich will, daß man den Zettel weiter heruntersetze, damit man ihn ungehindert lesen könne. Dieser Befehl wurde befolgt, und wenige Minuten nachher sprach man nicht mehr von dem Zettel, wohl aber stets von der Klugheit des Königs.“
Im folgenden Jahr 1827 berichtete Willibald Alexis unter dem Titel Der große Friedrich und sein Pasquill im Berliner Conversationsblatt, in Uppsala in der Person des dortigen director musices Friedrich Haeffner einem Augenzeugen des Vorfalls begegnet zu sein:
„Zur Zeit der unglückseligen Kaffeeregie, sagte er, fand sich in der Nähe des Fürstenhauses eines Tages ein großer Auflauf, indem alles mit lächelnden Mienen um ein hoch an der Ecke angeschlagenes Papier versammelt stand. Ich kam von der Kapelle, einige Notenblätter unter dem Arm, und konnte kaum erfahren, was es bedeute, als Jemand anders herzukam, der es ebenfalls nicht wußte, und doch ungleich mehr bei der Sache betheiligt war als ich. Es war der alte Fritz, der einsam mit seinem Heiducken die Jägerstraße herauf geritten kam. Die Mützen flogen herunter, man gaffte den König an mit lächelnden und doch erschrockenen Mienen, man wich zurück, Niemand aber wagte zu sprechen. Der Monarch schickte nun seinen Begleiter ab um zu erfahren, was es gäbe? Indessen musterte er mit seiner großen Lorgnette die Umstehenden, und ich glaubte sogar zu meiner großen Freude, daß auch mich ein besonderer Blick traf, der zu erkennen gab, daß er sich meiner erinnere. Denn darin war der große Fritz einzig, daß er jeden wieder erkannte, mit dem er einmal gesprochen. Zu mir war er neulich, als ich in meinem Dienste dastand, herangetreten und hatte gefragt: „Er bleibt doch in Berlin?“ Worte, die ich nicht vergessen kann. Der Heiduck kam jetzt lächelnd wieder, und wollte auch nicht recht mit der Sprache heraus: „Sie haben etwas auf Euer Majestät angeschlagen.“ Nun ritt der König etwas näher und sah sich selbst auf dem Bilde, wie er in höchst kläglicher Positur auf einem Fußschemel saß, und eine Kaffeemühle zwischen den Beinen emsig mit der einen Hand mahlte, während er mit der andern jede herausgefallene Bohne auflas. Sobald Friedrich den Gegenstand erkannt, wehte er mit der Hand und rief: „hängt es doch niedriger, daß die Leute sich nicht den Hals ausrecken müssen.“ Kaum war dies ausgesprochen, als ein allgemeiner Jubel ausbrach. Man riss das Bild herab und in tausend Stücke, die Jungen warfen die Mützen und ein allgemeiner Jubelruf: Vivat der alte Fritz! scholl dem langsam fortreitenden Könige nach.“
Diese Version übernahmen sowohl Johann David Erdmann Preuß im dritten Band seiner Lebensgeschichte des Königs (Berlin 1833) als auch Franz Kugler in seiner Geschichte Friedrichs des Großen (Leipzig 1856).
Heute ist die Wendung „etwas niedriger hängen“ meist eine Aufforderung, etwas nicht zu wichtig zu nehmen:
- „Schäuble: BND-Panne niedriger hängen“
- „Stiegler will Vorfall ‚niedriger hängen‘“

Das Gegenteil, (jemanden) „höher hängen“, wird meist mit dem wilden Westen in Verbindung gebracht (vgl. Hängt ihn höher). Hingerichtete hoch aufzuhängen ist aber bereits in der Bibel als abschreckende Warnung verbürgt (Ester 5,14 ).

## Niemand hat die Absicht, eine Mauer zu errichten.

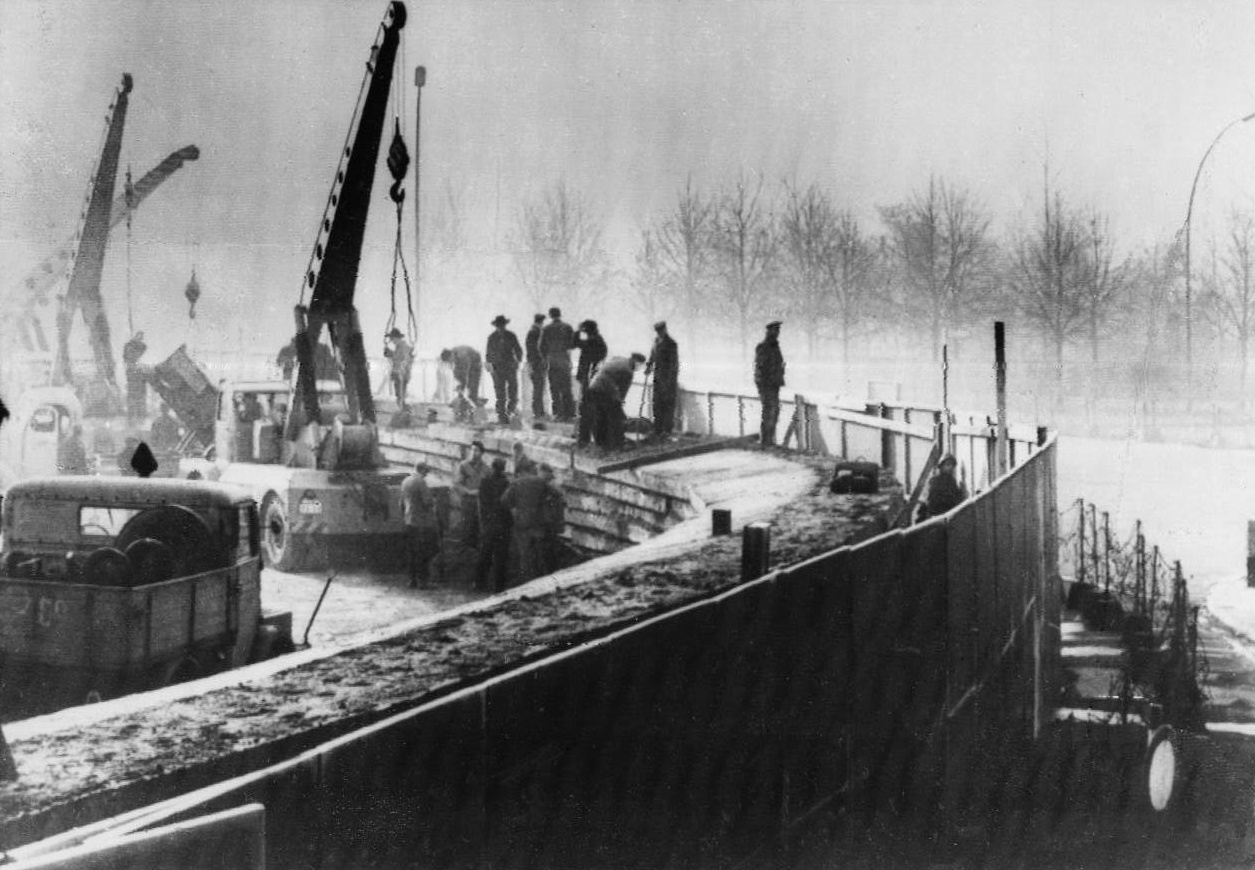
Mauerbau am Brandenburger Tor 1961

„Niemand hat die Absicht, eine Mauer zu errichten“ sagte der Staatsratsvorsitzende Walter Ulbricht auf einer internationalen Pressekonferenz am 15. Juni 1961 auf die folgende Frage der westdeutschen Journalistin Annamarie Doherr:

„Ich möchte eine Zusatzfrage stellen. Doherr, Frankfurter Rundschau. Herr Vorsitzender, bedeutet die Bildung einer freien Stadt Ihrer Meinung nach, dass die Staatsgrenze am Brandenburger Tor errichtet wird? Und sind Sie entschlossen, dieser Tatsache mit allen Konsequenzen Rechnung zu tragen?“

Ulbricht antwortete darauf:

„Ich verstehe Ihre Frage so, dass es Menschen in Westdeutschland gibt, die wünschen, dass wir die Bauarbeiter der Hauptstadt der DDR dazu mobilisieren, eine Mauer aufzurichten. Mir ist nicht bekannt, dass eine solche Absicht besteht, da sich die Bauarbeiter in der Hauptstadt hauptsächlich mit Wohnungsbau beschäftigen und ihre Arbeitskraft voll eingesetzt wird. Niemand hat die Absicht, eine Mauer zu errichten!“

Ulbricht war damit der Erste, der bereits knapp zwei Monate vor dem Bau der Berliner Mauer ab 13. August 1961 den Begriff Mauer in diesem Sinne verwendete.

## Niemand ist eine Insel.
Niemand ist eine Insel ist ein Roman von Johannes Mario Simmel aus dem Jahr 1975, der mit diesem Buchtitel den englischen Dichter und Geistlichen John Donne zitiert. In dessen Meditation der 17. Andacht seiner Devotions upon Emergent Occasions heißt es:

“No Man is an island, entire of it self.”

„Kein Mensch ist eine Insel, ganz für sich.“

Donne will damit feststellen, dass niemand für sich allein existiert.

## Niemand kann zwei Herrn dienen.
Diese sprichwörtliche Wendung stammt aus dem Neuen Testament, wo es im Evangelium nach Matthäus heißt:

„Niemand kann zwei Herren dienen: entweder er wird den einen hassen und den andern lieben, oder er wird dem einen anhangen und den andern verachten. Ihr könnt nicht Gott dienen und dem Mammon.“

Im Evangelium nach Lukas steht:

„Kein Knecht kann zwei Herren dienen: entweder er wird den einen hassen und den andern lieben, oder er wird dem einen anhangen und den andern verachten. Ihr könnt nicht Gott samt dem Mammon dienen.“

Das Wort Mammon leitet sich vermutlich vom aramäischen Wort mamona (Vermögen, Besitz) ab. Es stand ursprünglich für unredlich erworbenen Gewinn oder unmoralisch eingesetzten Reichtum. Heute wird mit dem Begriff abschätzig das Geld im Allgemeinen bezeichnet (schnöder Mammon).

## Niemals davon sprechen, immer daran denken.

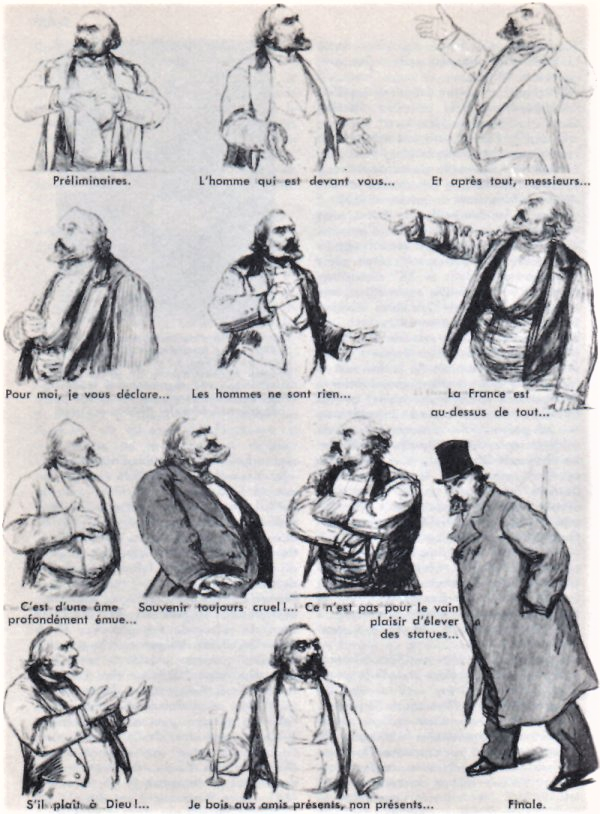
Léon Gambetta

„Niemals davon sprechen, immer daran denken.“ (französisch: « Toujours y penser, jamais en parler. ») sagte der französische Politiker Léon Gambetta in einer Rede in St. Quentin am 16. November 1871 über die Niederlage im Deutsch-Französischen Krieg.
Als Paris am 20. Januar 1871 kapitulierte, befürwortete Gambetta die Fortsetzung des Krieges. Adolphe Thiers bezeichnete ihn deshalb als « fou furieux » („zornigen Verrückten“).
In der Nationalversammlung vertrat Gambetta das Département Bas-Rhin im Elsass, gab aber nach der Annexion durch die Deutschen sein Mandat aus Protest zurück. Er zog sich einige Monate nach Spanien und in die Schweiz zurück und ließ sich dann zum Abgeordneten für das Département Seine wählen.
Die Elsaß-Lothringen-Frage blieb ein Stachel im Fleisch der französischen Republik. Bis 1914 – diese 43 Jahre waren eine der bis dahin längsten Friedensphasen in Westeuropa – wurde kein politischer Ausgleich zwischen dem Deutschen Reich und Frankreich (Dritte Französische Republik) erreicht.
Frankreich setzte seine imperialistische Politik fort; Deutschland begann nach 1890 eine solche.
Der Ausbruch des Ersten Weltkriegs im Jahr 1914 emotionalisierte sowohl Deutsche als auch Franzosen stark: die Deutschen in der Erwartung, den Franzosen alle Ambitionen auf Ostexpansion auszutreiben, die Franzosen in dem Ziel, die Deutschen hinter den Rhein zurückzudrängen und die Schmach von 1870/71 wettzumachen. In Deutschland wurde die Kriegsbegeisterung („Augusterlebnis“) auch dadurch gefördert, dass die meisten Menschen mit einem ähnlich schnellen und erfolgreichen Krieg wie 1870/71 rechneten.

## Nimm dein Bett und geh!

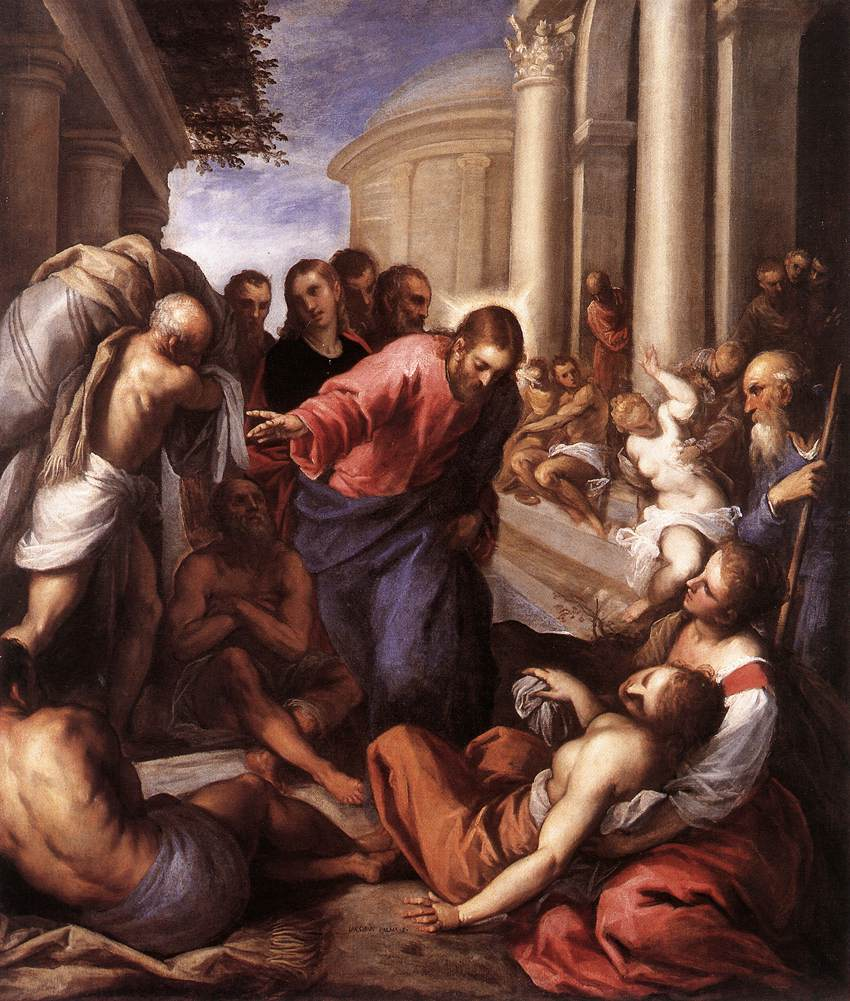
Palma il Giovane: Heilung des Gelähmten

Dieses Bibelzitat steht im Evangelium nach Markus, wo Jesus bei der Heilung eines Gelähmten am Teich Bethesda spricht:

„9Welches ist leichter: zu dem Gichtbrüchigen zu sagen: Dir sind deine Sünden vergeben, oder: Stehe auf, nimm dein Bett und wandle? 10Auf das ihr aber wisset, daß des Menschen Sohn Macht hat, zu vergeben die Sünden auf Erden, (sprach er zu dem Gichtbrüchigen): 11Ich sage dir, stehe auf, nimm dein Bett und gehe heim! 12Und alsbald stand er auf, nahm sein Bett und ging hinaus vor allen, also daß sie sich entsetzten und priesen Gott und sprachen: Wir haben solches noch nie gesehen.“

Da Jesus dieses Wunder am Sabbat tat, zog er sich den Zorn der streng gläubigen Juden zu.
Franz Kiesl nannte sein Buch über die Heilung vom Krebs „Steh auf, nimm dein Bett und geh“. Es gibt aber auch zahlreiche Abwandlungen des Bibelzitats:
- „Nimm dein Problem und geh los!“
- „Nimm deinen Hut und geh.“
- „Nimm deine Couch und geh!“

## Nimm und lies!

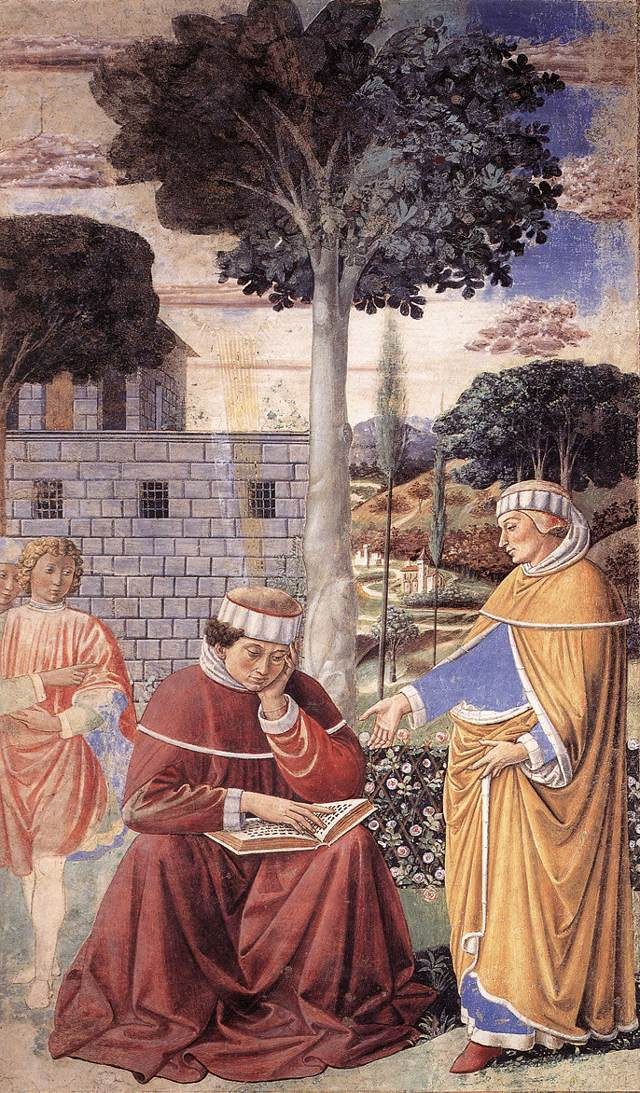
Bekehrung des Augustinus: „Tolle lege.“

„Tolle lege!“ (lateinisch für: „Nimm und lies!“) ist ein oft zitierter Spruch um den Kirchenlehrer Augustinus von Hippo, der dies in seinen „Bekenntnissen“ schildert.
In einem Zustand religiöser Ungewissheit ging er in den Garten, legte sich unter einen Feigenbaum und weinte. Plötzlich hörte er eine Kinderstimme, die immer wieder rief: „Nimm und lies!“ Da er etwas Ähnliches über den Wüstenheiligen Antonius gelesen hatte, verstand er, dass Gott ihm den Befehl gab, ein Buch aufzuschlagen und die Stelle zu lesen, auf die sein Blick fallen würde. Er ging ins Haus, schlug die Paulusbriefe auf und las:

„Nicht in Fressen und Saufen, nicht in Wollust und Unzucht, nicht in Hader und Neid, sondern ziehet den Herrn Jesus Christus an und pflegt das Fleisch nicht zur Erregung eurer Lüste.“

Alypius las den darauf folgenden Vers:
„Des Schwachen im Glauben aber nehmt euch an.“
Alypius bezog das auf sich und beide gingen ins Haus zu Augustinus’ Mutter Monika, um ihr zu berichten, was geschehen war.
Mit einigen Verwandten und Freunden zog Augustinus sich danach auf das Landgut eines Freundes zurück und verfasste zahlreiche Schriften. In der Osternacht 387 ließ er sich gemeinsam mit seinem Sohn Adeodatus und seinem Freund Alypios von Thagaste in Mailand taufen.

## ¡No pasarán!

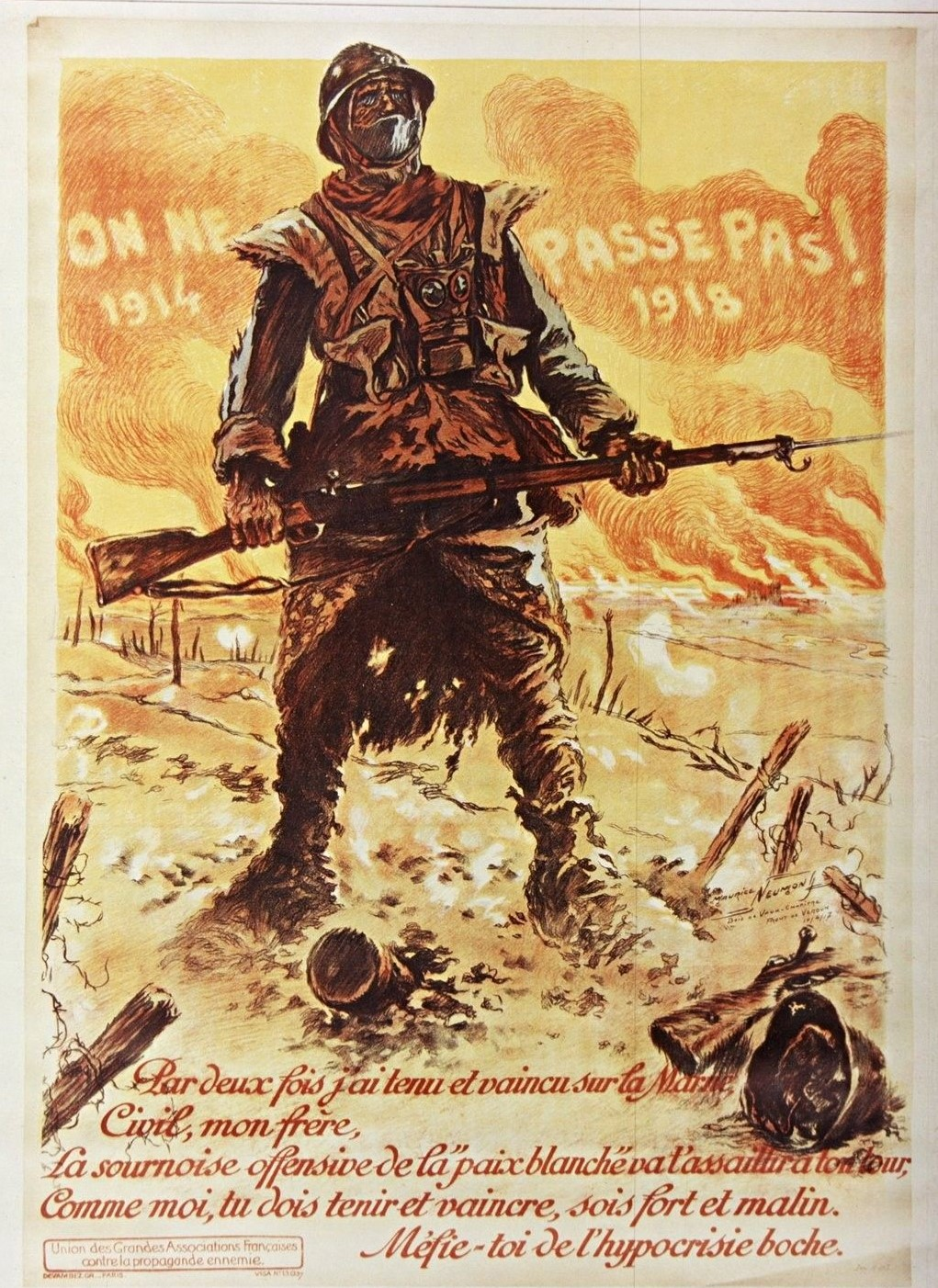
Französisches Poster aus dem Ersten Weltkrieg

Mit der spanischen Parole „¡No pasarán!“ („Sie werden nicht durchkommen!“) setzte sich 1936 die Bürgerkriegsheldin und spätere Vorsitzende der Kommunistischen Partei, Dolores Ibárruri, bekannt unter ihrem Beinamen „La pasionaria“ („die Leidenschaftliche“), in glühenden Rundfunkreden für die Republik ein. 1966 veröffentlichte sie ihre Autobiografie unter dem Titel ¡No Pasarán!
Ernst Probst schreibt über „die Leidenschaftliche“:

„Während des Spanischen Bürgerkrieges von 1937 bis 1939 fungierte Dolores Ibárruri als Präsidentin der Cortes. Damals und vor allem bei den Kämpfen um Madrid tat sie sich als Agitatorin hervor. Von ihr stammt der Ausspruch ‚Lieber stehend sterben, als kniend leben‘. Ihre Parole ‚No pasaran‘ (‚Sie kommen nicht durch‘) ging um die Welt und machte sie zu einem Mythos.“

Ihr Aufruf aus dem Jahr 1936 endet mit den Worten:

„¡Viva el Frente Popular! ¡Viva la unión de todos los antifascistas! ¡Viva la República del pueblo! ¡Los fascistas no pasarán! ¡No pasarán!“

„Es lebe die Volksfront! Es lebe die Einheit aller Antifaschisten. Es lebe die Republik des Volkes! Die Faschisten werden nicht durchkommen! Sie werden nicht durchkommen!“

Als die republikanischen Fronten zusammenbrachen, verließ Ibárruri Spanien und ging nach Moskau ins Exil.
Der Refrain von Transgresores de la Ley, dem Lied, in dem der Zapatisten-Führer in einer Grußbotschaft verspricht, den Kampf für seine Ideale fortzuführen, verbindet zwei Slogans aus der Mexikanischen Revolution und dem Spanischen Bürgerkrieg:
1. „¡No pasarán!“ war der Schlachtruf der antifaschistisch-republikanischen Kämpfer im Spanischen Bürgerkrieg.
2. Bei der mexikanischen Revolution verwendeten die Anhänger des Rebellionsführers Emiliano Zapata den Wahlspruch „¡Tierra y Libertad!“

Der Refrain lautet folgendermaßen:

«No pasarán de este lugar – la resistencia, ¡ni un paso atrás!
 A defender la dignidad gritando fuerte – ¡Tierra y Libertad!»

„Sie werden nicht über diesen Platz hinweg kommen – der Widerstand, kein Schritt zurück!
 Zum Verteidigen der Würde laut rufend: Land und Freiheit!“

Die Parole lebte in Gedichten und Liedern des spanischen Bürgerkriegs weiter als Ausdruck des Durchhaltewillens der republikanischen Kräfte. Heute kommt sie noch gelegentlich bei antifaschistischen Demonstrationen, auch außerhalb spanischsprachiger Länder, zur Verwendung.

## No sports!
„No sports“ (Kein Sport) soll die Antwort des hochbetagten Winston Churchill auf die Frage eines Journalisten gewesen sein, wie er sein hohes Alter erreicht habe. Sie ist allerdings nur im deutschen Sprachraum bekannt. Eine ernstzunehmende Quelle konnte bisher nicht gefunden werden.

## Noch am Grabe pflanzt er die Hoffnung auf.
Friedrich Schiller schildert in seinem Gedicht Hoffnung das Menschenleben als von ständiger Hoffnung auf Besseres geprägt:

„Die Welt wird alt und wird wieder jung,
 Doch der Mensch hofft immer Verbesserung.“

Diese Hoffnung begleitet ihn bis an sein Ende:

„Sie wird mit dem Greis nicht begraben:
 Denn beschließt er im Grabe den müden Lauf,
 Noch am Grabe pflanzt er - die Hoffnung auf.“

Der gleiche Gedanke findet sich in Friedrich Schlegels Vorlesungen Philosophie des Lebens:

„Der Mensch ist vor allen anderen Geschöpfen ein auf Hoffnung gestelltes Wesen.“

## Noch einmal mit Gefühl!
Noch einmal mit Gefühl (englisch: Once more with feeling) ist eine US-amerikanische Filmkomödie aus dem Jahr 1960 um einen Dirigenten, in dem Yul Brynner die Hauptrolle spielte.

“Say you’re happy now
 Once more with feeling
 Now I gotta run
 See you all …”

„Sagt, dass ihr glücklich seid
 Noch einmal mit Gefühl
 Doch nun muss ich weg
 Tschüss ihr alle …“

Der Filmtitel wird meist als Aufforderung verwendet, etwas zu wiederholen und es dann besser auszuführen. Es kann aber auch eine Ermunterung sein, etwas noch einmal zu versuchen.

## Noch ist Polen nicht verloren.

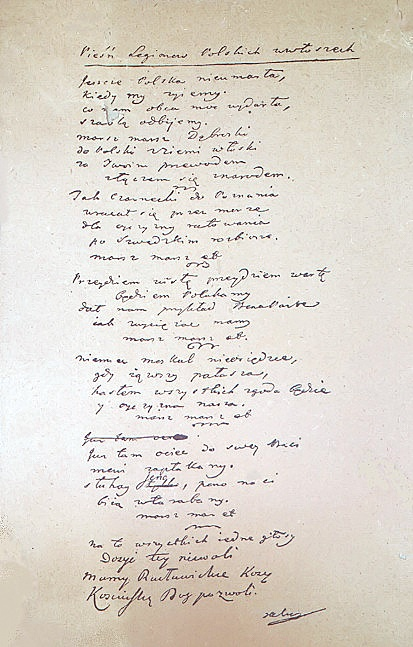
Faksimile des Manuskripts

Die Polen antworteten auf den Klageruf „Finis Poloniae!“ mit dem Dombrowski-Marsch (Mazurek Dąbrowskiego), der mit folgenden Worten beginnt:

„Jeszcze Polska nie zginęła …”

„Noch ist Polen nicht verloren.“

Dieser Marsch, der später zur Nationalhymne wurde, wurde zuerst von den polnischen Legionen gesungen, die General Jan Henryk Dombrowski 1796 als Hilfstruppen Bonapartes in Italien sammelte.
Ursprünglich lautete der Titel „Lied der Polnischen Legionen in Italien“ (Pieśń Legionów Polskich we Włoszech). Die erste Strophe lautet:

„Jeszcze Polska nie zginęła,
 Kiedy my żyjemy.
 Co nam obca przemoc wzięła,
 Szablą odbierzemy.”

„Noch ist Polen nicht verloren,
 Solange wir leben.
 Was uns fremde Übermacht nahm,
 werden wir uns mit dem Säbel zurückholen.“

Mit „fremde Übermacht“ sind die drei Teilungen Polens zwischen Österreich, Russland und Preußen gemeint, die dazu führten, dass Polen schließlich von der politischen Karte Europas verschwand.

## Noch’n Gedicht.
Mit diesen schelmischen Worten (manchmal auch: „Und noch’n Gedicht…“) kündigte der Komiker Heinz Erhardt bei Live-Auftritten seine Gedichte an und sie sind auch der Titel seiner Gedichtsammlung. Es ist sein wohl bekanntester Ausspruch, der auch immer im Kontext mit ihm verwendet wird.
In der Produktbeschreibung zu Heinz Erhardts Sammelband Noch’n Gedicht heißt es:

„Wenn Heinz Erhardt in seiner unnachahmlichen Art ‚Noch’n Gedicht‘ ankündigte, dann war das der Startschuss zu einem Feuerwerk (un)sinniger Pointen, die seinen Ruf als Comedy-Star der ersten Stunde begründeten.“

## No-go-Area
Der Begriff No-go-Area (deutsch etwa Tabuzone) entstammt der Militärterminologie und steht dort für militärisches Sperrgebiet. Ursprünglich war der Begriff militärischer Herkunft und wurde in den 1970er Jahren im Kontext des Buschkriegs in Südrhodesien benutzt.

## Nomen est omen.
Diese lateinische Redensart bedeutet „der Name ist ein Vorzeichen“ und wird meist scherzhaft gebraucht, um auszudrücken, dass der Name eine Person charakterisiert. Die Redensart stammt vom römischen Komödiendichter Plautus, der in seinem Stück Der Perser die Formulierung „nomen atque omen“ („Name und zugleich auch Vorbedeutung“) verwendet. Es geht hierbei um eine Sklavin mit dem Namen Lucris (= Gewinn), die gekauft werden soll.
Mit diesen lateinischen Worten wird ausgedrückt, dass der Name einen Hinweis auf den Namensträger gibt.
Nomen est omen ist ein Buch von Joachim Schaffer-Suchomel mit dem Untertitel Die verborgene Botschaft der Vornamen.
Unter der Überschrift Nomen est omen greift die Süddeutsche Zeitung eine Untersuchung englischer Namen durch die Sprachforscherin Amy Perfors vom MIT auf, die erklärt, welche Vornamen Männer sexy machen.
Es stellte sich dabei heraus, dass Bernd anziehender ist als Hugo und Felix attraktiver als Mark. Als Erklärung wird der Klang der jeweiligen Namen herangezogen:

„Frauen stehen auf Namen mit so genannten Vorderzungen-Vokalen – wie e und i. Auf dem hinteren Teil der Zunge gesprochenen Laute, wie u oder a, wirken weniger sexy.“

## Non liquet.
Diese altrömische Rechtsformel findet sich unter anderem in der Rede Pro Cluentio des römischen Schriftstellers Marcus Tullius Cicero und bedeutet „es ist nicht klar“. Es war die Formel, mit der der römische Geschworene oder Richter zum Ausdruck brachten, dass nicht klar war, ob der Angeklagte schuldig oder nichtschuldig war.
Auch im heutigen Zivilrecht wird mit der Formel non liquet festgestellt, dass für eine Behauptung weder Beweis noch Gegenbeweis geführt worden ist.

## Non plus ultra.

Wappen Spaniens

Diese lateinischen Worte (auch: Nonplusultra) bedeuten „[Bis hierher und] nicht weiter!“ und wurden der Überlieferung nach von Herakles an den Säulen des Herakles angebracht, um das Ende der Welt bei Gibraltar zu markieren.
Ein früher Hinweis auf diesen Spruch findet sich bei dem griechischen Dichter Pindar, der die Sieger der olympischen, isthmischen, pythischen und nemeischen Spiele besingt und die Schwierigkeiten beschreibt, die sich ergeben, wenn man versucht, den Ozean jenseits der Säulen des Herakles zu befahren.
Die lateinischen Worte Plus Ultra („Darüber hinaus“) waren das Motto des Kaisers Karl V. und Wappenspruch Spaniens. Als die spanischen Könige im Laufe des 16. Jahrhunderts begannen, ihr Weltreich mit den Besitzungen in Amerika aufzubauen, verstießen sie ihrer Ansicht nach erfolgreich gegen die Mahnung des „nicht mehr weiter“ und modifizierten den Spruch in „Darüber hinaus“. Kaiser Karl V. galt als erster Herrscher eines Reiches, in dem die Sonne nie unterging.

## Non vi, sed verbo
„Non vi, sed verbo“ (lateinisch: „Nicht durch Gewalt, sondern das Wort“) war das Motto der acht Invokavitpredigten Martin Luthers 1522. Während Luther auf der Wartburg untergebracht war, kam es vor allem in Wittenberg zu Unruhen. Viele der Anhänger Luthers entschlossen sich, die Reformation auch ohne Luther durchzusetzen. Luthers ehemaliger Fakultätskollege Andreas Bodenstein von Karlstadt übernahm die Führung einer Gruppe, die in Wittenberg reformatorische Ideen radikal durchzusetzen wollte. Luther kehrte deshalb Anfang März des Jahres 1522 nach Wittenberg zurück, um den Unruhestiftern Einhalt zu gebieten. Vom 9. bis zum 16. März 1522 predigte Luther täglich unter dem Motto „Non vi, sed verbo“ und konnte die erhitzen Gemüter wieder beruhigen.

## Nordlichter
Zu Beginn des 19. Jahrhunderts holten die bayrischen Könige Maximilian I., Ludwig I. und Maximilian II. Wissenschaftler und Künstler zur Hebung des kulturellen Niveaus aus dem Norden Deutschlands nach Bayern. Dies geschah nicht immer zur Freude ihrer Untertanen, die sich dadurch zurückgesetzt fühlten. Schon damals entstand die Bezeichnung Nordlichter.
Der Begriff lebte Mitte der 1970er Jahre wieder auf, als der bayrische Politiker Franz Josef Strauß seine Kollegen aus der Schwesterpartei CDU in den nördlichen Bundesländern Schleswig-Holstein und Niedersachsen wegen ihrer Wahlniederlagen ironisch als Nordlichter bezeichnete.

## Not lehrt beten.
Dieses alte Sprichwort verwendete Adelbert von Chamisso als Kehrreim seines Gedichtes Das Gebet einer Witwe. Darin betet eine alte Frau um ein langes Leben ihres „gnädigen Herrn“, weil sie mit dem Verfluchen seiner Vorfahren schlechte Erfahrungen gemacht hat. Sein Großvater nahm ihr eine von ihren acht Kühen; dessen Sohn nahm ihr aber gleich zwei Kühe ab, der jetzige Herr sogar vier Kühe. Nun rechnet sie sich aus:

„Kommt Dero Sohn noch erst dazu,
 Nimmt der gewiss mir die letzte Kuh.“

## Notwendiges Übel
Die Bezeichnung geht auf den römischen Kaiser Alexander Severus zurück, der die Finanzbeamten ein notwendiges Übel („necessarium malum“) nannte, das er ursprünglich abschaffen wollte, doch dann kam er zu der Einsicht, dass dies nicht ohne Schaden für den Staat möglich sei.
Der Humanist Erasmus von Rotterdam führt den Ausdruck auf einen gewissen Hybreas zurück:

„Als sich Euthydamos eine Art Tyrannis aufgebaut hatte, andererseits aber in vieler Hinsicht für die Stadt recht nützlich war, so daß sich Vor- und Nachteile einigermaßen die Waage hielten, sagte der Rhetor Hybreas in einer Rede über ihn: Du bist für unsere Stadt ein notwendiges Übel, denn wir können mit dir nicht leben, ohne dich aber auch nicht.“

Auf Griechisch lautet der Ausdruck so:
„ἀναγκαῖον κακόν“
anangkaion kakon
Erasmus nennt ein weiteres notwendiges Übel, den Betrüger Publius Cornelius Ruffinus, der ein ausgezeichneter Feldherr gewesen sein soll. Von ihm sagte Fabricius Luscinus, er ließe sich lieber von ihm ausbeuten als vom Feind in die Sklaverei verkaufen.

## Null problemo!
Dieser Satz stammt aus der deutschen Synchronisation der amerikanischen Fernsehserie Alf, in der ein außerirdisches Wesen bei einer US-amerikanischen Durchschnittsfamilie lebt und durch sein eigenwilliges Verhalten für Unterhaltung sorgt.
Die Worte „Null problemo!“, die weder englisch, noch deutsch oder italienisch sind, haben Eingang in die deutsche Umgangssprache gefunden und werden oft in saloppem Ton vorgebracht.

## Null Toleranz
Die Nulltoleranzstrategie (englisch: Zero Tolerance) ist eine in den USA vom Manhattan Institute for Policy Research entwickelte Bezeichnung für ein konsequentes Durchgreifen und entsprechende Rechtsauslegung, um der Verwahrlosung und der Kriminalität in amerikanischen Großstädten zu begegnen. Grundlage dieser Maßnahmen ist die Broken-Windows-Theorie, die ein Konzept bezeichnet, das beschreibt, wie ein vergleichsweise harmloses Phänomen, z. B. ein zerbrochenes Fenster in einem leerstehenden Haus, später zu völliger Verwahrlosung führen kann.

## Nullachtfünfzehn
siehe auch: 08/15 (Redewendung)

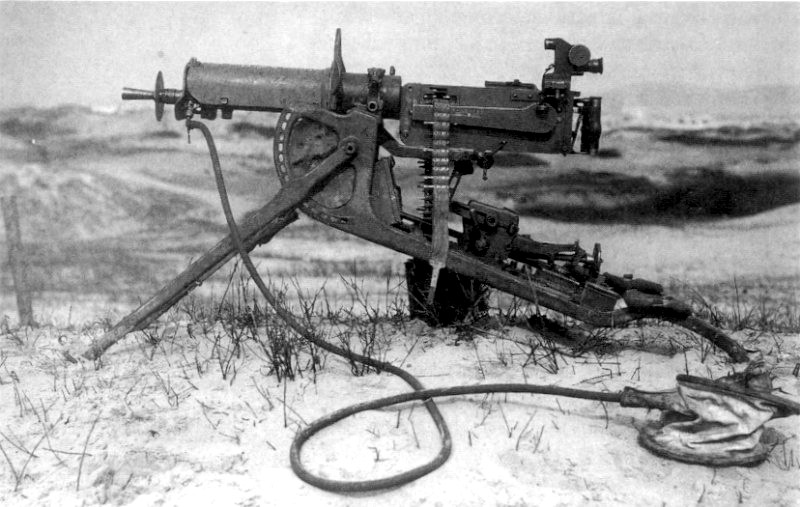
Maschinengewehr 08/15

08/15 ist der Titel einer erfolgreichen Roman-Trilogie des ehemaligen Wehrmachtsoffiziers Hans Hellmut Kirst aus dem Jahr 1954. Kirst schildert darin das Leben und Leiden der Wehrmachtsoldaten während des Zweiten Weltkrieges. Kirst stellte seinen Gefreiten Asch (das r wurde absichtlich entfernt) als Soldaten Schwejk des Nachkriegsdeutschlands vor: als cleveren Soldaten, welcher seine Vorgesetzten austrickste, um dem stupiden Drill (Kirsts 08/15) und dem entwürdigenden Schleifen auf dem Kasernenhof zu entgehen.
Der Titel rührt von dem im Ersten und Zweiten Weltkrieg eingesetzten Maschinengewehr MG 08/15. 08/15 ist eine gebräuchliche, abschätzige Redewendung für etwas ganz Gewöhnliches oder nichts Besonderes, Durchschnitt, Mittelmaß. Teilweise wird diese Redewendung auch für „veraltetes Material“ verwendet. Der Begriff heißt auch kurz übersetzt: Standard. Es gibt zwei Varianten, wie diese Redewendung entstanden ist.
Die erste führt die Redewendung darauf zurück, dass die Soldaten täglich mit diesem Gewehr umgingen und ein langwieriges und eintöniges Training mit dieser Waffe zu absolvieren hatten. So stand die Bezeichnung 08/15 für die Soldaten irgendwann für langweilige Routine, derer man schon lange überdrüssig geworden war.
Die andere Variante besagt, dass die Redewendung ihren Ursprung in der Tatsache hat, dass das MG 08/15 das erste deutschlandweite einheitliche Maschinengewehr war. Bis dahin war jeder Landesteil selbst für die Ausrüstung seiner Soldaten zuständig, was somit das Austauschen von Ersatzteilen in den inzwischen länderübergreifenden Truppen so gut wie unmöglich machte.

## Nun danket alle Gott.
Diese Dankesworte stammen aus dem apokryphen Buch Jesus Sirach (50,22-24 ) des Alten Testaments:
„Nun danket alle Gott, der große Dinge tut an allen Enden, der uns von Mutterleib an lebendig erhält und tut uns alles Gute.“
Diesen Bibelvers verwendet der Dichter Martin Rinckart 1636 in seinem Kirchenlied Nun danket alle Gott, mit folgenden beiden Anfangszeilen:

„Nun danket alle Gott,
 Mit Herzen, Mund und Händen.“

Berühmt wurde der Choral, nachdem die preußische Armee unter Friedrich dem Großen nach der gewonnenen Schlacht bei Leuthen (1757) diesen anstimmte und sang. Er heißt seitdem auch Choral von Leuthen.

## Nun hat die liebe Seele Ruh.
Die Redewendung geht auf ein Gleichnis im Evangelium nach Lukas zurück, in dem die Rede von einem reichen Mann ist, der seine Scheunen füllt und dann zu sich sagt:

„Liebe Seele, du hast einen großen Vorrat auf viele Jahre; habe nun Ruhe, iss, trink und habe guten Mut!“

Der Satz kann in anderen Zusammenhängen zitiert werden. So schreibt Helmut Schümann über den Rücktritt des deutschen Fußballnationaltrainers Berti Vogts in der Berliner Zeitung:

„Am Montag verkündete er nach einem Telefonat mit Egidius Braun, dem Präsidenten des Deutschen Fußball-Bundes, seinen Rücktritt. Nun haben die lieben Seelen Ruh.“

## Nun leb’ wohl, du kleine Gasse!
Den Text zu diesem von Friedrich Silcher vertonten Studentenlied In der Ferne schrieb der deutsch-baltische Dichter Albert von Schlippenbach.

„Nun leb wohl, du kleine Gasse,
 nun ade, du stilles Dach!
 Vater, Mutter sahn mir traurig
 und die Liebste sah mir nach
 und die Liebste sah mir nach.“

Am Ende des Lieds kommt das berühmte Zitat Andre Städtchen, andre Mädchen.

## Nun muss getrunken werden.

Michelin-Logo mit Bibendum

Dieser in Studentenverbindungen oft verwendete lateinische Trinkspruch stammt aus den Liedern des römischen Dichters Horaz:

„Nunc est bibendum, nunc pede libero pulsanda tellus.“

„Nun heißt es trinken, nun mit dem freien Fuße den Boden stampfen.“

Dieses Zitat geht auf ein Lied des griechischen Lyrikers Alkaios auf den Tod des Tyrannen Myrsilos von Mytilene zurück:
Νῦν χρῆ μεθύσθην. (Nyn chrē methysthēn.)
Horaz dichtete dies um zu einer Ode auf den Tod der ägyptischen Königin Kleopatra.
Auf diese Ode wiederum geht der Name des Michelin-Männchens (Bibendum, kurz Bib) zurück. Auf der Weltausstellung 1894 in Lyon fiel dem Firmengründer Édouard Michelin ein Stapel Autoreifen auf, die in weiße Stoffhüllen verpackt waren. Er machte seinen Bruder darauf aufmerksam:

„Wenn er Arme hätte, sähe er fast wie ein Mensch aus.“

Dann fiel ihm ein Plakat ein, das einen Bayern mit einer Maß Bier und dem Spruch „Nunc est bibendum!“ zeigte. Daraufhin ließen die Brüder ein Plakat mit einem Reifenmann entwerfen, der eine mit Glassplittern und Nägeln gefüllte Schale hochhebt und der Inschrift:

“Nunc est bibendum! À votre santé! Le pneu Michelin boit l’obstacle!”

„Nun wird getrunken! Auf Ihr Wohl! Der Michelin-Reifen verschluckt die Hindernisse!“

## Nun muss sich alles, alles wenden.
Diese hoffnungsvollen Worte stammen aus dem Gedicht Frühlingsglaube von Ludwig Uhland, dessen zweite Strophe folgendermaßen lautet:

„Die Welt wird schöner mit jedem Tag,
 Man weiß nicht, was noch werden mag,
 Das Blühen will nicht enden.
 Es blüht das fernste, tiefste, Tal:
 Nun, armes Herz, vergiß der Qual!
 Nun muß sich alles, alles wenden.“

## Nun ruhen alle Wälder.
Mit diesen Worten beginnt das Abendlied des evangelischen Kirchenlieddichters Paul Gerhardt:

„Nun ruhen alle Wälder,
 Vieh, Menschen, Städt und Felder;
 Es schläft die ganze Welt;
 Ihr aber, meine Sinnen,
 Auf auf, ihr sollt beginnen,
 Was eurem Schöpfer wohlgefällt.“

Der Hymnologe Günter Balders wies nach, dass dieses Abendlied persönliche Grüße an eine Berliner Familie enthält. In der Schlussstrophe finden sich die Monogramme der Familienmitglieder und das Signet des Studenten der Heiligen Schrift Paul Gerhardt.

## Nun sei bedankt, mein lieber Schwan!

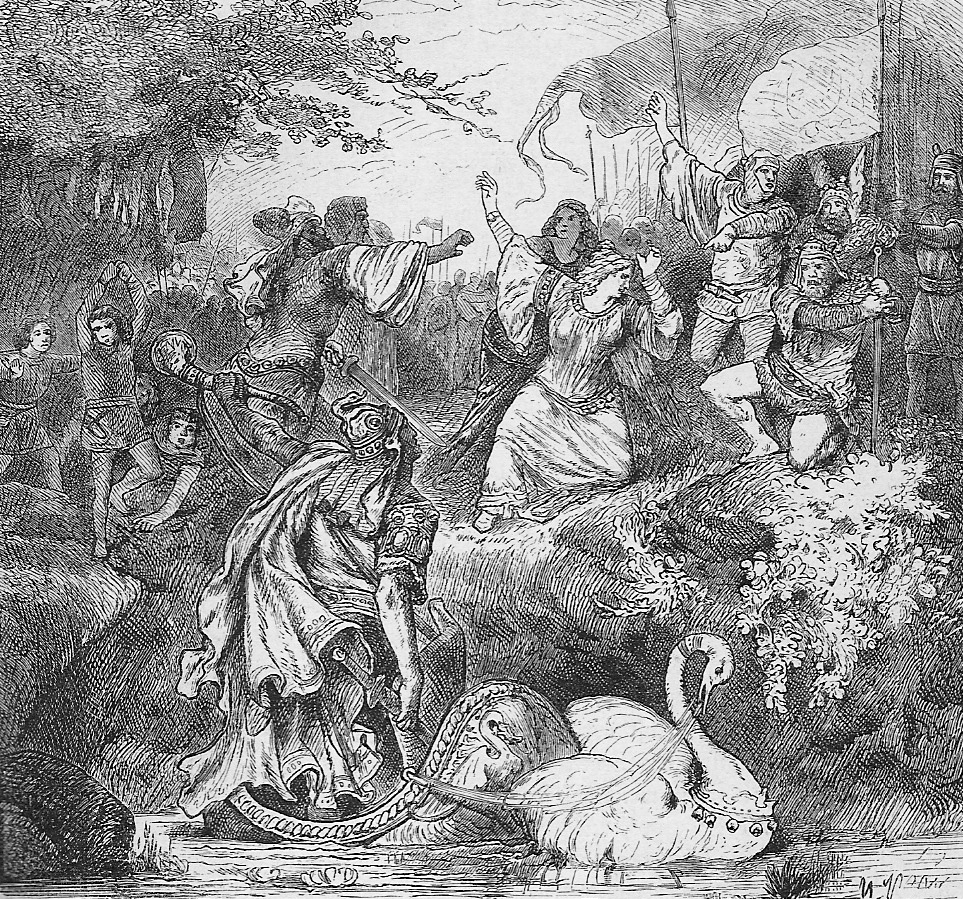
Lohengrins Ankunft in Brabant

Dies ist ein Zitat aus Richard Wagners Oper Lohengrin. Der Gralsritter Loherangrin, Sohn des Gralskönigs Parzival, wird auf einem Schwan der Herzogin von Brabant als Helfer und Beschützer gesandt. Am Ufer angekommen bedankt er sich mit diesen Worten beim Schwan:

„Nun sei bedankt, mein lieber Schwan!
 Zieh durch die weite Flut zurück,
 dahin, woher mich trug dein Kahn,
 kehr wieder nur zu unsrem Glück!
 Drum sei getreu dein Dienst getan!
 Leb wohl, leb wohl, mein lieber Schwan!“

Die ebenfalls auf diese Stelle zurückgehende Redensart „Mein lieber Schwan“ erfuhr eine Bedeutungsänderung und wird heute als Ausdruck des Erstaunens verwendet.

## Nun siegt mal schön!
Die scherzhafte gemeinte Aufforderung „Nun siegt mal schön!“ richtete der deutsche Bundespräsident Theodor Heuss 1958 an die Teilnehmer eines Bundeswehrmanövers. Sie wurde von Journalisten rasch verbreitet und wird heute als scherzhafte Ermunterung gebraucht.

## Nun singen sie wieder.
Nun singen sie wieder. Versuch eines Requiems ist der Titel eines 1945 entstandenen Theaterstücks von Max Frisch, der darin das Thema der Schuld behandelt, die man nicht abschütteln kann. Es wirft die Frage nach der persönlichen Schuld von Soldaten auf, die unmenschliche Befehle ausführen, und behandelt sie aus subjektiver Perspektive der Betroffenen. Der junge Soldat Karl, der Geiseln erschossen hat, die singend in den Tod gingen, hört immer wieder ihr Singen. So sagt Karl, der später desertiert und Suizid begeht:

„Es gibt keine Ausflucht in den Gehorsam, auch wenn man den Gehorsam zu seiner letzten Tugend macht, er befreit uns nicht von der Verantwortung.“

Der erste Teil des Stücks spielt in der Welt der Lebenden. Im zweiten Teil finden die Toten beider Seiten friedlich zusammen.
Das Drama erregte in Deutschland großes Aufsehen. Bewundert wurde vor allem die Fähigkeiten des neutralen Schweizer Beobachters, Bilder von beiden Seiten der Front zu zeigen.

## Nur die allergrößten Kälber wählen ihre Metzger selber.
Dieser Spruch taucht vermutlich zum ersten Mal 1874 auf einem Stimmzettel in Uster (Kanton Zürich, Schweiz) bei der Wahl der Steuerkommission auf, worüber auch von vielen deutschen und österreichischen Zeitungen amüsiert berichtet wurde. Der anonyme Wähler drückt damit also (scherzhaft) seine Weigerung aus, jemanden zu wählen, der einem (im konkreten Fall: den eigenen finanziellen Interessen) kraft seiner Funktion zwangsläufig schaden wird.
Als Warnung, die falschen Volksvertreter zu wählen, wurde die Aussage vermutlich erstmals auf einer Wahlveranstaltung in Niederschlesien am 1. Oktober 1876 von einem Pfarrer verwendet, der sich mit diesen Worten gegen die Wahl liberaler Abgeordneter wandte.
In den Lebenserinnerungen des Rechtsanwalts Max Friedländer wird von dem Anwaltstag im Mai 1925 in Berlin erzählt, bei dem der Anwalt Landsberg in seiner Rede den Fehler machte, ein persönliches Erlebnis in die Debatte zu ziehen und daraus einen Angriff gegen die Gerichte herzuleiten:

„Als er zur Begründung der berechtigten Forderung, daß kein Gericht selbst darüber entscheiden dürfe, ob sein Urteil anfechtbar sei, das grobe Scherzwort anführte:
 Nur die allergrößten Kälber
 Wählen ihren Metzger selber,
 fühlten sich die anwesenden Mitglieder des Reichsjustizministeriums begreiflicherweise verletzt und um ein Haar wäre der ganze Anwaltstag angesichts dieser Taktlosigkeit aufgeflogen.“

Diese Worte werden selbst heute noch häufig gebraucht. So steht ein Plädoyer gegen das Wählen der AfD:

„Nur die dümmsten Kälber wählen ihre Metzger selber.“

## Nur die Lumpe sind bescheiden.
Dieses Goethe-Zitat lautet im Zusammenhang, wo der Meister sagt:

„Jeder möge so verkünden,
 Was ihm heute wohlgelang!
 Das ist erst das rechte Zünden,
 Daß entbrenne der Gesang.
 Keinen Druckser hier zu leiden
 Sei ein ewiges Mandat!
 Nur die Lumpe sind bescheiden,
 Brave freuen sich der Tat.“

Es ist nicht gerade ein Aufruf zur Bescheidenheit, sondern eine Aufforderung, stolz auf erfolgreiche Taten zu sein und stammt aus dem geselligen Lied Rechenschaft, eine Art Trinklied mit verteilten Rollen, das von dem Komponisten Carl Friedrich Zelter vertont wurde.
Im Deutschlandradio wird dieses Goethe-Zitat angeführt und nach dem Hintergrund des Begriffs Bescheidenheit gefragt:

„Gute alte Tante ‚Bescheidenheit‘: man hat sie gern, doch ist sie ein bisschen von gestern mit ihrem grauen Haarknoten und dem schwarzen Regenschirm…“

## Nur ein toter Indianer ist ein guter Indianer.

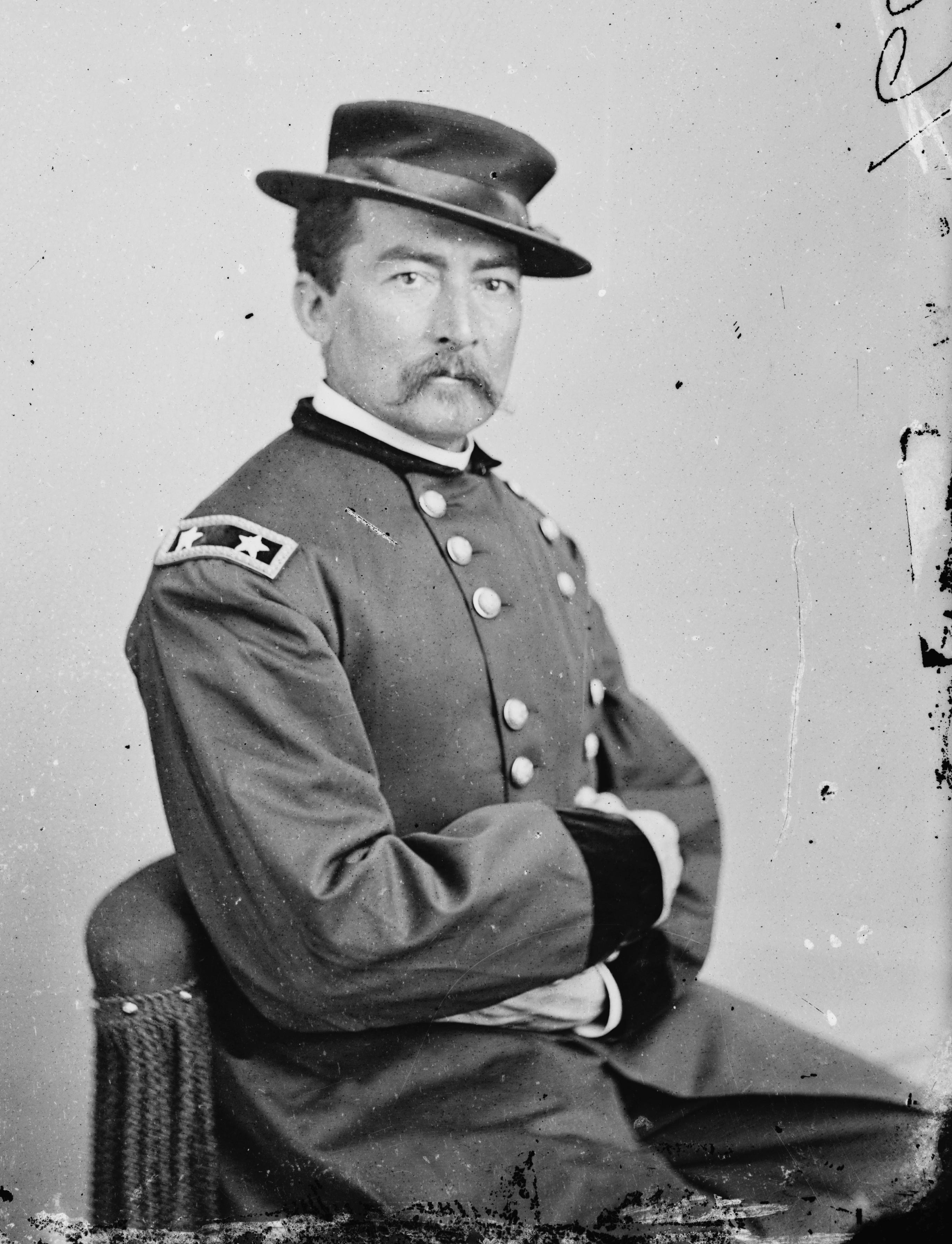
Generalmajor Philip Henry Sheridan

Der amerikanische General Philip Henry Sheridan gilt als der Urheber des Satzes „Der einzig gute Indianer ist ein toter Indianer.“ („The only good Indian is a dead Indian.“)
In seiner Biografie „Sheridan, the Inevitable“ schreibt Richard O’Connor, dass es sich bei dem Ausspruch um ein lange vor Sheridan geprägtes Wort handle, das er nie benutzt habe. In der Einleitung der Neuausgabe der „Personal Memoirs“ Sheridans heißt es:

„Obwohl der allgemein zugeschriebene Grundsatz, ‚Der einzig gute Indianer ist ein toter Indianer‘ ein ungenaues Zitat dessen ist, was Sheridan wirklich sagte, dachte er jedoch genau so und handelte entsprechend.“

Der Komanchen-Häuptling Tosowi sagte:

„Ich bin ein guter Indianer.“

Darauf antwortete Sheridan:

„Die einzigen guten Indianer, die ich je gesehen habe, waren schon tot.“

Auf Englisch lautete das so:

“The only good Indians I ever saw were dead.”

Der Slogan diente auch als Motto für die Unterwerfung der Kiowa im Jahr 1869.

## Nur einen Sommer gönnt, ihr Gewaltigen!
Der Schriftsteller Friedrich Hölderlin dichtete 1798 in seiner Ode An die Parzen wie in einer Vorahnung seines eigenen Schicksals:

„Nur einen Sommer gönnt, ihr Gewaltigen!
 Und einen Herbst zu reifem Gesange mir,
 Daß williger mein Herz, vom süßen
 Spiele gesättiget, dann mir sterbe.“

Matti Lieske schrieb in der Berliner Zeitung mit Bezug auf den Fußballclub FC Schalke 04:

„Friedrich Hölderlin, so viel steht fest, muss ein früher Fan von Schalke 04 gewesen sein. Wie sonst hätte er in seinem Gedicht ‚An die Parzen‘ schreiben können: ‚Nur einen Sommer gönnt, ihr Gewaltigen! Und einen Herbst zu reifem Gesange mir, dass williger mein Herz, vom süßen Spiele gesättiget, dann mir sterbe.‘“

Weiter heißt es über die Schicksalsgöttinnen, die Parzen:

„Es scheint besagten Parzen jedenfalls ein göttliches Vergnügen zu bereiten, die Fans des FC Schalke 04 möglichst dicht vor fast schon sichere Triumphe zu führen, um dann im letzten Moment den Schicksalsfaden rüde durchzuschneiden und ihre Opfer in bodenlose Verzweiflung und tiefe Täler der Tränen zu stoßen.“

## Nur Fliegen ist schöner.

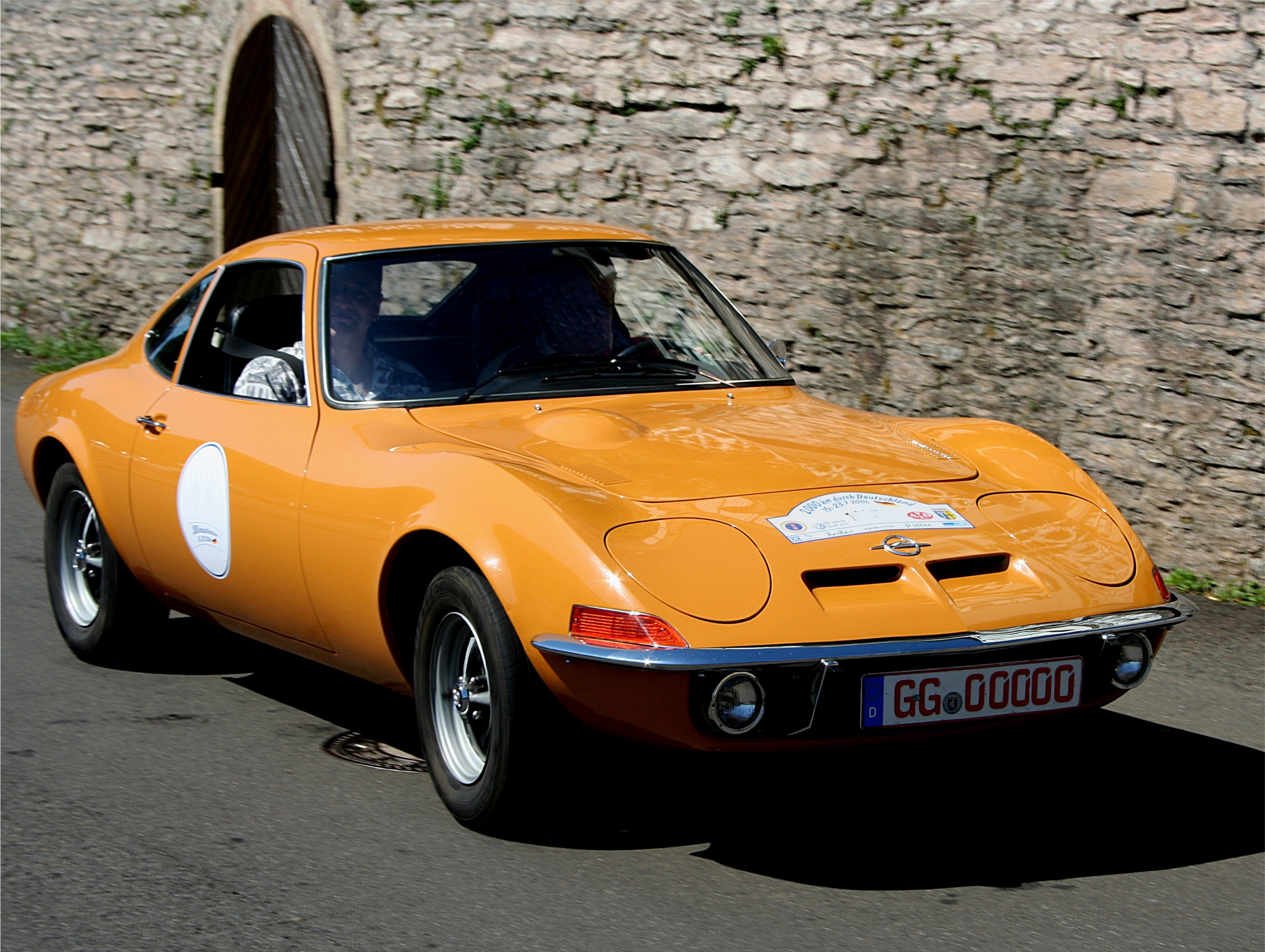
Opel GT, 1973

Dies war der Werbeslogan für den Sportwagen Opel GT, der 1968 auf den Markt kam. Allerdings wurde der Slogan bald wieder aufgegeben, und ab 1971 wurde das Auto mit dem Spruch „Am Preis soll es nicht liegen“ beworben.
Der Werbespruch stammt vom Werbefachmann Carolus Horn, von dem auch der Bundesbahn-Slogan Alle reden vom Wetter. Wir nicht. konzipiert wurde.
Im Jahr 2005 nahm Opel den alten Spruch wieder auf, um für den Astra GTC zu werben.
Der Satz hat sich verselbständigt und ist mittlerweile in die Umgangssprache eingegangen. So wird er heute in unterschiedlichen Zusammenhängen zitiert:
- „Bahn-Preiserhöhungen: Nur Fliegen ist schöner.“
- „Trabant fahren - nur fliegen ist schöner!“
- „Drachensport: Weil nur Fliegen noch schöner ist.“

## Nur wer die Sehnsucht kennt, weiß, was ich leide!

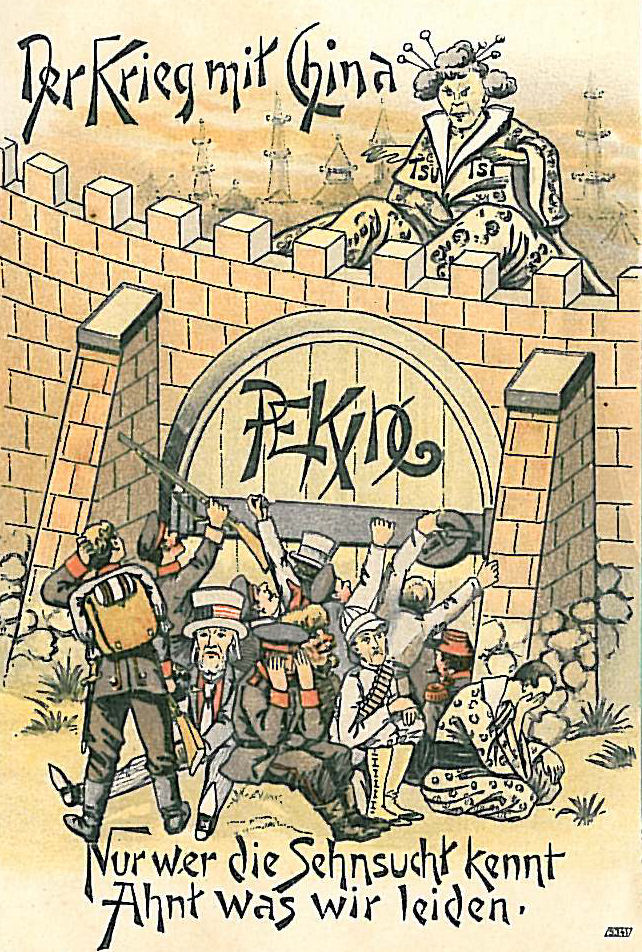
Historische deutsche Postkarte aus China:
„Nur wer die Sehnsucht kennt, ahnt, was wir leiden.“

Im 11. Kapitel des 4. Buchs von Goethes Roman Wilhelm Meisters Lehrjahre singen Mignon und der Harfner „ein unregelmäßiges Duett mit dem herrlichsten Ausdruck“, das mit folgenden Versen beginnt und endet:

„Nur wer die Sehnsucht kennt,
 Weiß, was ich leide!
 Allein und abgetrennt
 Von aller Freude,
 Seh’ ich ans Firmament
 Nach jener Seite.
 Ach! der mich liebt und kennt,
 Ist in der Weite.
 Es schwindelt mir, es brennt
 Mein Eingeweide.
 Nur wer die Sehnsucht kennt,
 Weiß, was ich leide!“

Goethe sandte dieses Gedicht an Charlotte von Stein als sie ihm 1785 nach Karlsbad vorausgereist war.

## Nur über meine Leiche!
Der Ausruf „Nur über meine Leiche!“ fand vermutlich durch Theodor Körners Drama „Hedwig“ (1812) allgemeine Verbreitung. Mit den Worten „Nur über meine Leiche geht der Weg“ stellt sich die Titelheldin dem Schurken Rudolf entgegen. Ein Vorläufer findet sich in Friedrich Schillers Drama „Wallenstein“ (1799) (Wallensteins Tod 5,7). Hier wirft sich der Kommandant von Eger vor die zu Wallenstein vordringenden Mörder und sagt:
Erst über meinen Leichnam sollst du hingehn,
Denn nicht will ich das Grässliche erleben.
Man verwendet diese Redensart, um eine entschiedene Ablehnung eines Ansinnens auszudrücken.

## Nürnberger Trichter
Das geflügelte Wort „Nürnberger Trichter“ geht auf den Titel eines Poetiklehrbuchs des Begründers des Pegnesischen Blumenordens und Nürnberger Dichters Georg Philipp Harsdörffer zurück, das unter folgenden Titel 1647 in Nürnberg erschien:

„Poetischer Trichter. Die Teutsche Dicht- und Reimkunst, ohne Behuf der lateinischen Sprache, in VI Stunden einzugießen“

Auf Grund der Verbreitung des Werks wurde der Ausdruck „Nürnberger Trichter“ eine gängige Redewendung.
Auf den „Nürnberger Trichter“ ist die übertragene Redewendung etwas eintrichtern oder etwas eingetrichtert bekommen zurückzuführen, d. h. „jemandem etwas mühsam beibringen“ (18. Jahrhundert); eigentlich etwa: „wie durch einen Trichter Wissen in jemanden hineinschütten“.